# Paul Gruyer
Paul Gruyer est un écrivain, traducteur, photographe, historien et critique d'art français, né le 13 mars 1868 dans le 9e arrondissement de Paris et mort le 27 octobre 1930 à Marly-le-Roi (Yvelines).
Traducteur prolifique, il adapte en français les récits de James-Oliver Curwood et de Jack London, collaborant notamment avec la Bibliothèque verte. Il est également l'auteur de plusieurs ouvrages, dont Bains de mer de Bretagne, du Mont Saint-Michel à Saint-Nazaire (1911), un guide touristique qui témoigne de son intérêt pour la région et de la montée du tourisme balnéaire en Bretagne.
Moins connu pour son activité de photographe, Paul Gruyer documente néanmoins la Bretagne à la fin du XIXe et au début du XXe siècle. Profitant du développement du chemin de fer, il parcourt cette région dès 1889, immortalisant ses habitants, son patrimoine et ses paysages à travers la photographie. De 1900 à 1903, il voyage aux côtés de l’écrivain et critique d’art Gustave Geffroy, illustrant son ouvrage La Bretagne (1905).
Ses photographies documentent non seulement la vie rurale et le patrimoine architectural, mais aussi l’essor industriel breton.

## Biographie
Paul Alexandre Guillaume Gruyer, dit Paul Gruyer, naît dans le 9e arrondissement de Paris le 13 mars 1868. Il est le fils de Pierre Philippe Gustave Gruyer, employé au ministère de l'Intérieur, et d'Élisa Maldans.
Il est le frère de l'artiste peintre Gabrielle Gruyer-Herbemont.
Il meurt à Marly-le-Roi (Yvelines) le 27 octobre 1930 à 62 ans. Sa mort est annoncée dans L'Action française, revue dont il était un des collaborateurs. Il y est toujours inhumé.

### Procès contre son voisin
À la fin de sa vie, Paul Gruyer quitte Paris pour s'installer à Marly-le-Roi. Il est alors le voisin d'un marchand de volailles, M. Arnaudin. Dérangé par les cris des coqs, qui viennent troubler son sommeil, Paul Gruyer l'attaque en justice. Il réclame 1 000 francs de dommages-intérêts. Le juge de la paix condamne finalement le voisin à un franc symbolique de dédommagement,. Le comportement de Paul Gruyer est raillé par certains journaux.

## Carrière en tant que photographe
Paul Gruyer est peu connu pour sa carrière de photographe. Il y a donc peu d’informations concernant sa pratique photographique ou sa formation.
Ses premières photographies connues datent de 1889 lors d’un voyage à Ouessant. Paul Gruyer se rend dans les îles de l’Ouest de la Bretagne avec un appareil photographique. Là-bas, il y photographie les paysages, les habitants et le patrimoine local.

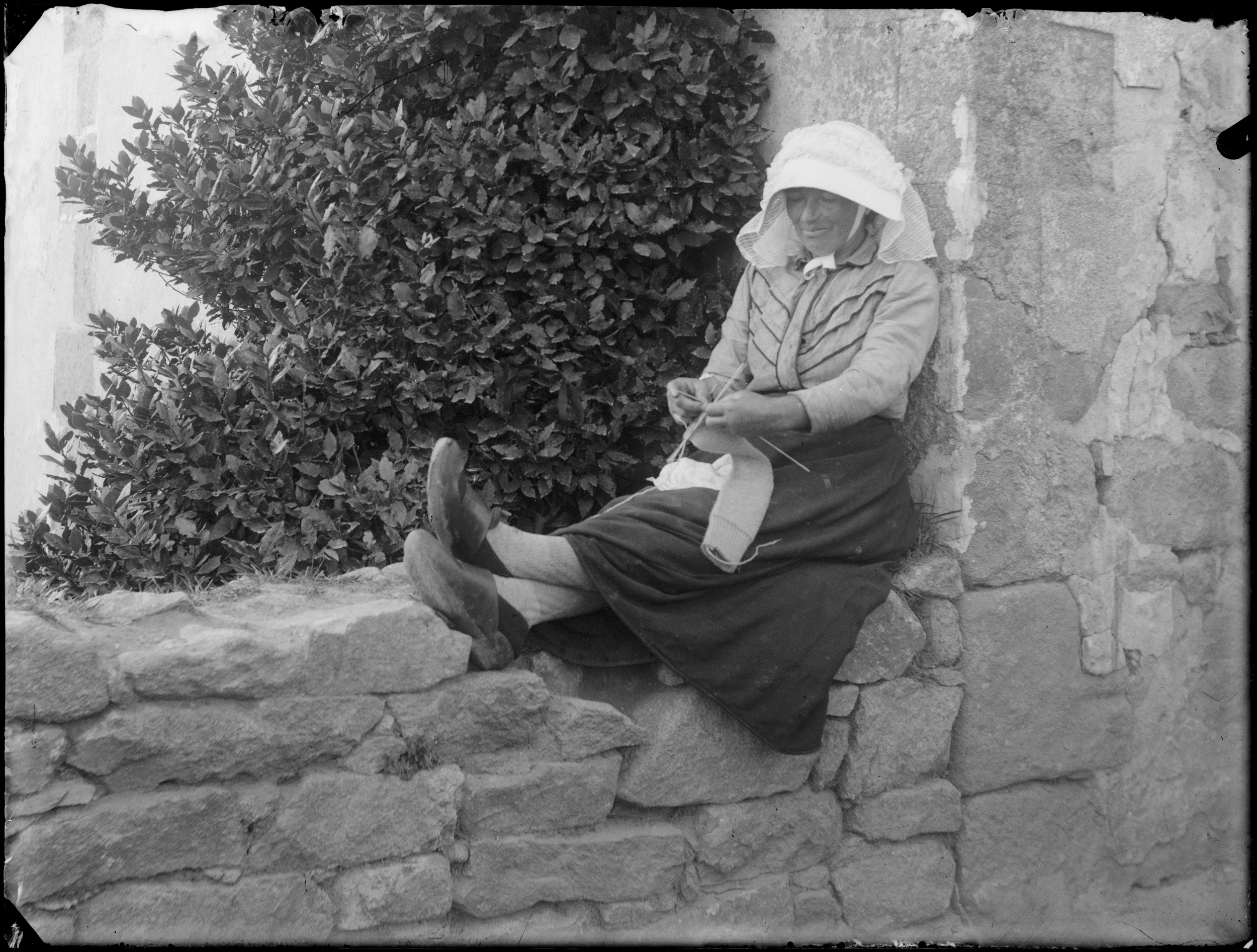
Paul Gruyer, Femme de l'île de Batz, 1900-1902.

En 1900, Paul Gruyer débute un nouveau voyage en Bretagne en compagnie de l’écrivain et critique d’art, Gustave Geffroy. Ce périple, photographié par Paul Gruyer, dure trois ans. À l’issue de ce voyage, les photographies sont publiées comme illustrations dans plusieurs textes de Gustave Geffroy : La Bretagne du Nord, La Bretagne du Centre et La Bretagne du Sud. Ces textes sont rassemblés dans un ouvrage intitulé La Bretagne publié en 1905.
Le musée de Bretagne, qui conserve un important ensemble de négatifs originaux de Paul Gruyer datant des années 1900-1902, possède également quelques vues représentant la Bretagne datant de 1911 et réalisées à l'occasion d'un nouveau séjour estival de Paul Gruyer.

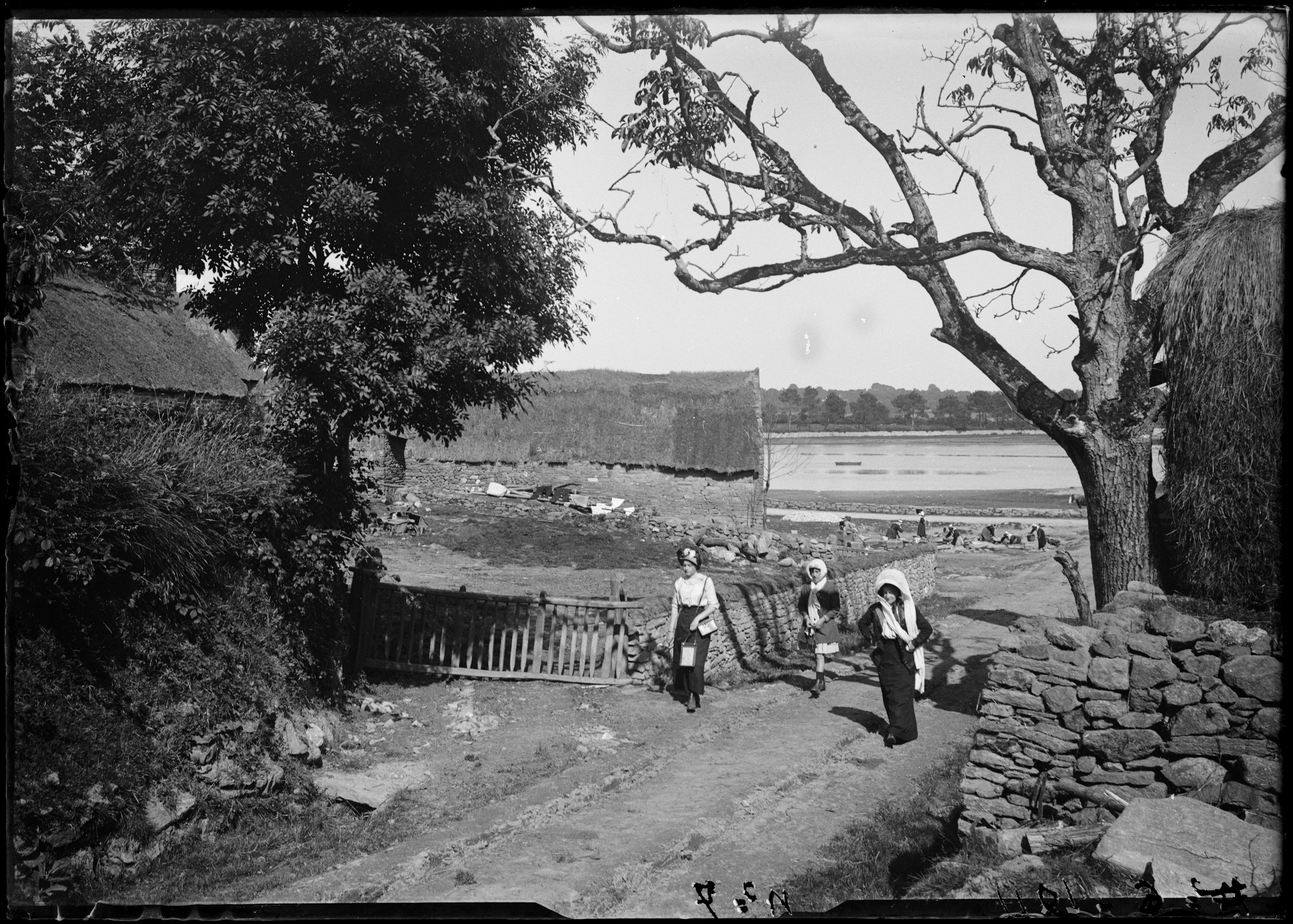
Paul Gruyer, Promeneuses, juin 1911.

Comme le montrent les collections du Musée de Bretagne, Paul Gruyer utilise diverses techniques photographiques comme les plaques de verre au gélatino-bromure d’argent ou les films en nitrate de cellulose.
La pratique photographique de Paul Gruyer coïncide avec un moment où le médium devient plus accessible. En effet, depuis les années 1880 avec l’invention du gélatino-bromure d’argent, la technique photographie se simplifie. La réduction en taille des appareils photographiques permet de une pratique plus libre et variée. Ainsi, le médium se développe dans des cercles amateurs. Au début du XXe siècle, le matériel photographique comme des plaques de verre est plus disponible notamment en Bretagne. Cela permet alors aux photographes de s’intéresser à de nouveaux sujets comme le patrimoine régional.

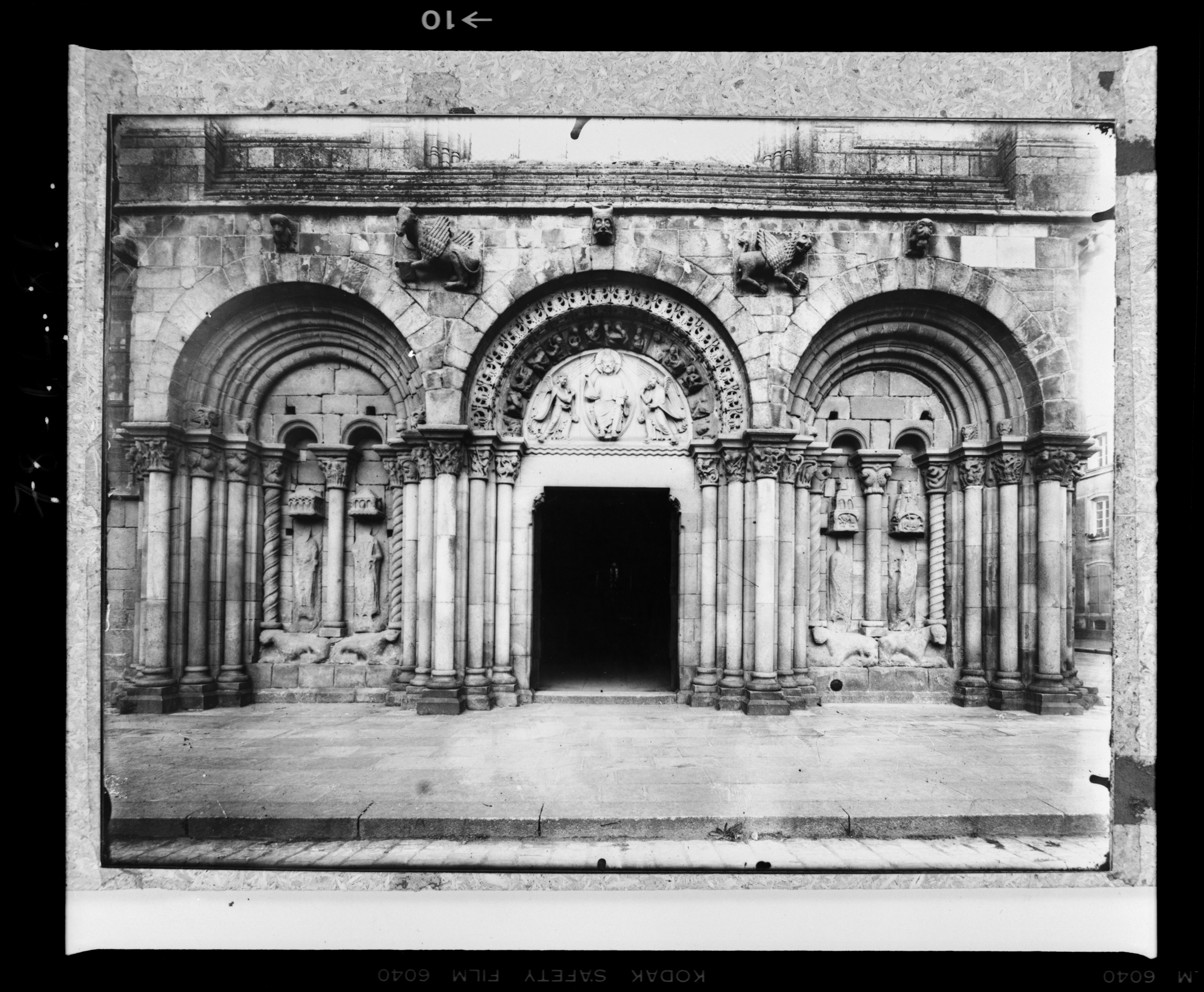
Paul Gruyer, Dinan Basilique Saint-Sauveur, 1900-1902, acétate de cellulose,, Musée de Bretagne

De nombreux photographes s’intéressent au patrimoine breton à cette époque comme les Frères Géniaux (Paul Géniaux et Charles Géniaux). La pratique de Paul Gruyer s’inscrit dans cette mouvance en photographiant les paysages bretons, les habitants et le patrimoine local. Par sa production photographique, il parvient à donner une vision d’ensemble de la région. Gustave Geffroy écrit d’ailleurs à son propos dans Hommage à la Bretagne.

« J'ai eu, heureusement, en l'illustrateur de ces pages, un collaborateur avisé, patient à découvrir les aspects essentiels, épris de la nature et de la vie du pays, et qui a su fixer, en ses images nombreuses, la terre, la mer, les lumières, les ombres, les foules, les visages. »

— Gustave Geffroy, Hommage à la Bretagne, 1905, p. III
Les photographies de Paul Gruyer peuvent être considérées de plusieurs façons. Tout d’abord de manière documentaire par la manière frontale et directe que le photographe a de montrer la région, ses habitants et son patrimoine. Paul Gruyer offre une description visuelle et complète de la Bretagne.

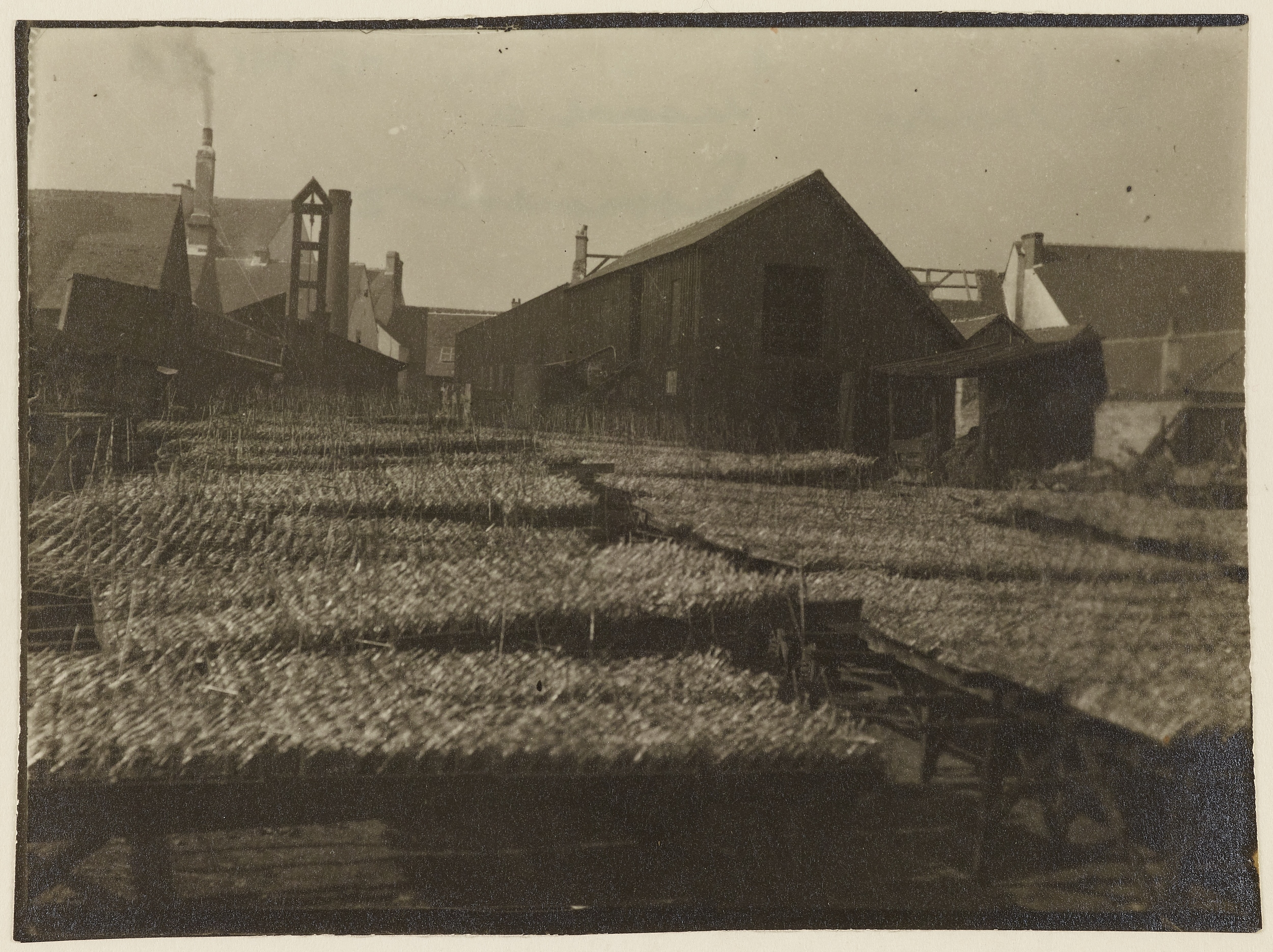
Paul Gruyer, Séchage usine à Douarnenez, début du XXe siècle

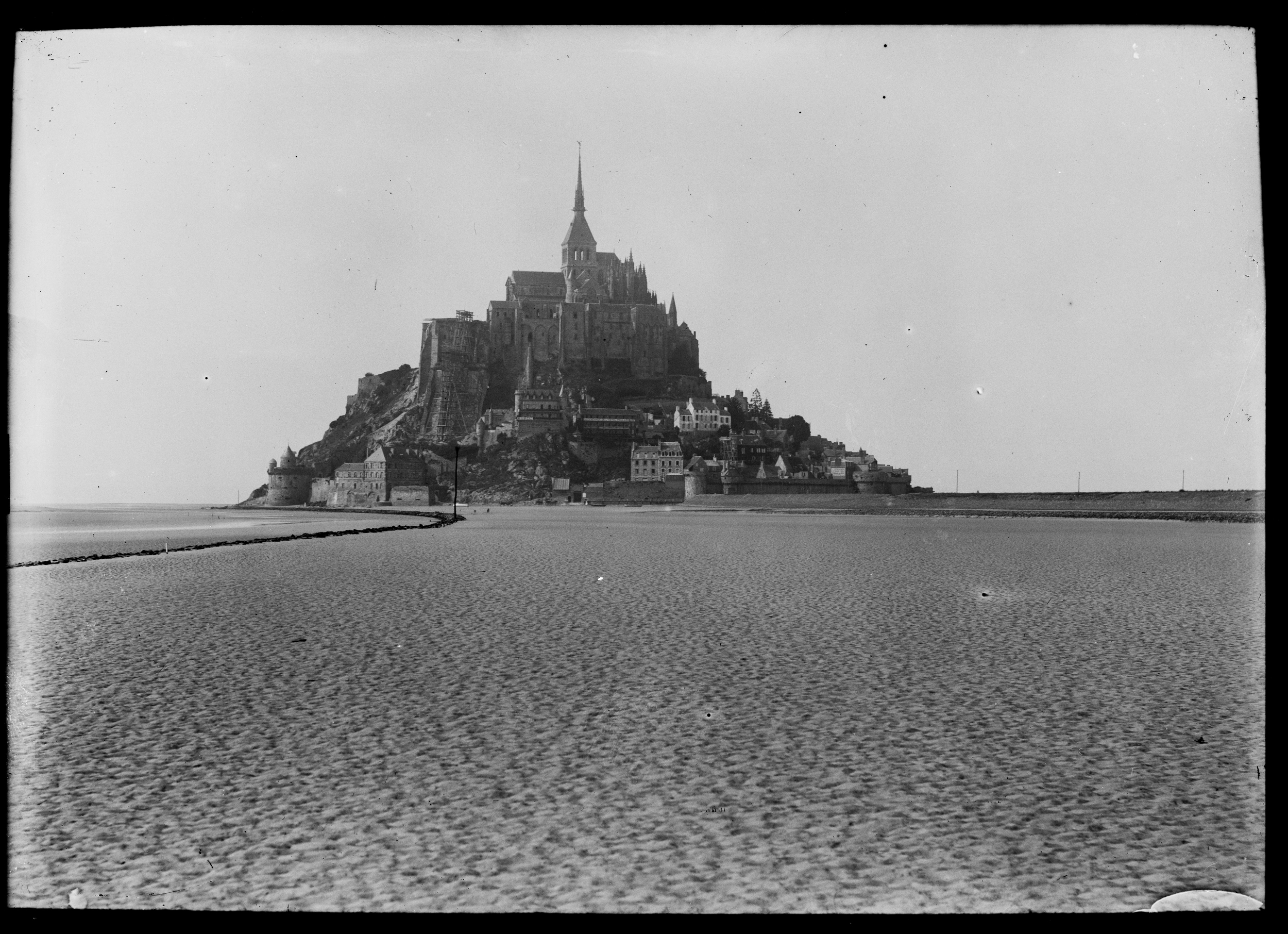
Paul Gruyer, Le Mont-Saint-Michel, vers 1900.

Ses photographies ont aussi été considérées comme artistiques. Dans un article sur le livre La Bretagne, publié dans Le Mercure de France du 15 mars 1905, un critique souligne que les photographies de Paul Gruyer y prennent un caractère d'art.
Enfin, les photographies de Paul Gruyer sont avant tout des photographies d’illustration. Tout au long de sa vie, il publie des ouvrages illustrés de ses photographies. Paul Gruyer publie des guides touristiques, l’illustration par les photographies permet donc au lecteur de voir ce qui lui est recommandé. Des clichés réalisés entre 1900 et 1902 sont utilisés pour son ouvrage Bains de mer de Bretagne, du Mont Saint-Michel à Saint- Nazaire. Au début du XXe siècle, les ouvrages deviennent plus illustrés par des photographies que par des gravures. Paul Gruyer écrit sur la photographie dans son ouvrage sur Victor Hugo. Cette citation tirée de son livre montre bien la nouvelle place que prend l’image photographique dans les ouvrages au début du XXe siècle.

« Nous vivons au siècle de la photographie, […] c’est l’image qui nous renseigne la première […] le texte ne vient qu’après. »

— Victor Hugo Photographe
Paul Gruyer est l’un des premiers photographes à travailler directement avec un auteur pour produire des illustrations.

### Victor Hugo photographe(1905)

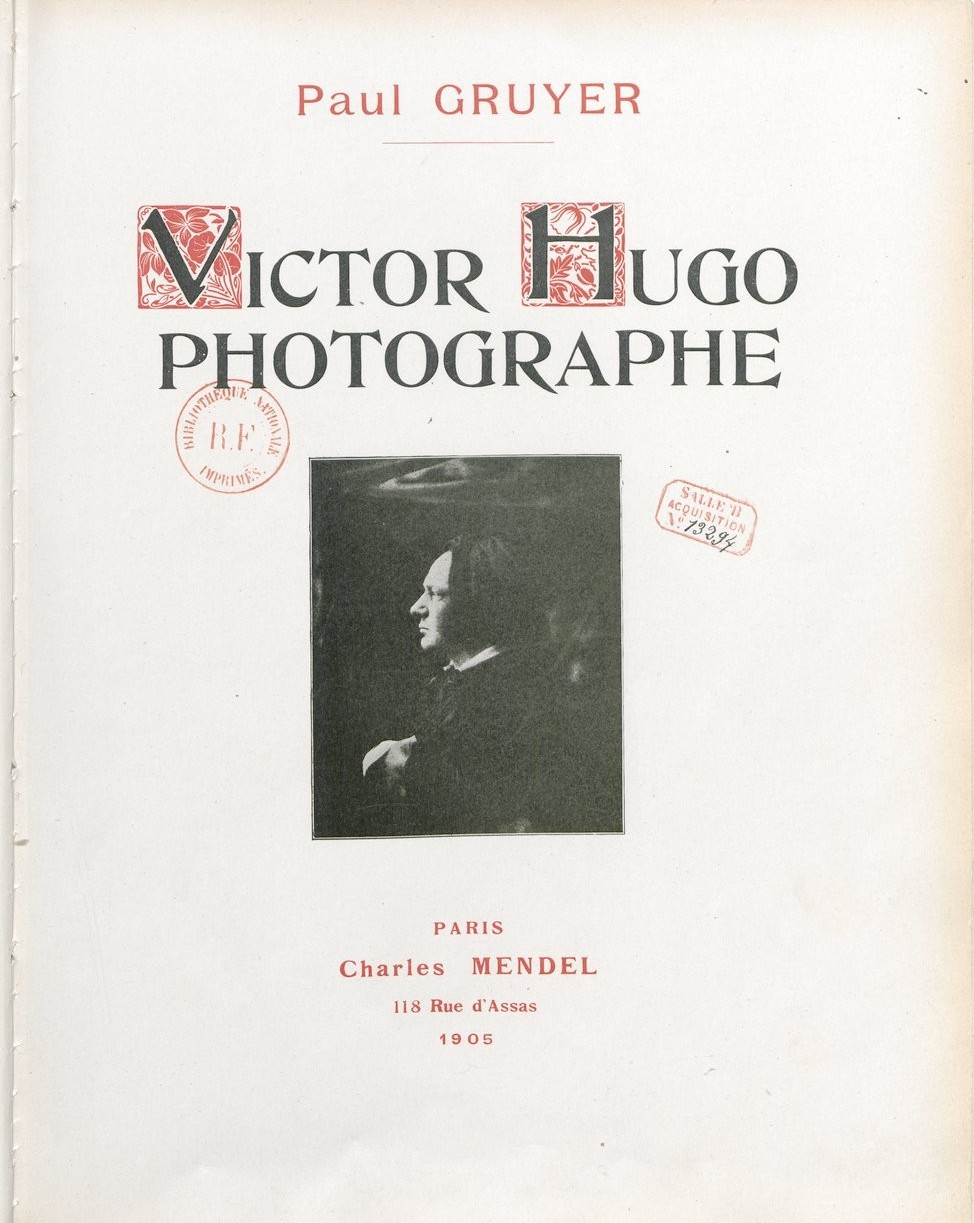
Page de titre de l'ouvrage Victor Hugo Photographe, publié par Paul Gruyer aux éditions Charles Mendel, 1905

L'intérêt de Victor Hugo et de son entourage pour la photographie a fait l'objet d'une étude approfondie dans Victor Hugo Photographe, ouvrage publié en 1905 par Paul Gruyer.
Il y explore l’implication de l’écrivain et de son cercle proche dans la photographie durant son exil, mettant en évidence le rôle de Charles Hugo et Auguste Vacquerie dans la documentation de la vie quotidienne du poète à Jersey. Gruyer retrace l’évolution de la photographie en tant que forme artistique, soulignant notamment le contraste entre lumière et ombre, un procédé esthétique que l’on retrouve également dans l’œuvre littéraire et picturale de Victor Hugo. Au-delà des techniques photographiques de l’époque, il s’attarde sur l’influence exercée par Victor Hugo sur l’esthétique des images et sur la manière dont ces clichés traduisent son état d’esprit ainsi que ses positions politiques en exil. Selon Gruyer, ces photographies constituent une forme d’art à part entière, façonnée par le génie de l’écrivain et les circonstances de son exil.
Dans son étude, Gruyer aborde également la question, alors controversée, de la reconnaissance de la photographie comme un art. Il met en avant l’influence de Victor Hugo sur les photographes de son entourage et souligne la valeur documentaire de son album photographique, qui constitue un témoignage unique sur son exil. Il analyse aussi les défis techniques liés à la préservation de ces images historiques, considérées comme un témoignage visuel de la vie de Victor Hugo et de son cercle.
Victor Hugo Photographe se présente comme une défense passionnée de la photographie en tant qu’art légitime et outil de mémoire. Gruyer invite le lecteur à considérer l’album photographique de Victor Hugo non seulement comme un témoignage de sa vie et de son œuvre, mais aussi comme une étape clé dans l’histoire de la photographie et un précurseur de l’ère de l’image dans laquelle nous évoluons aujourd’hui.« La valeur de cet album, est comme nous l’avons dit en commençant, considérable à un double point de vue. Il est non seulement la première expression d’art de la photographie, mais aussi le premier document photographique [...] le premier jalon de cette encyclopédie du monde par l’image, de ces annales photographiques qui commencent à s’ouvrir pour les temps modernes [...] »

## Carrière littéraire

### Rapport au théâtre

#### Contributeur à laRevue d'art dramatique
Paul Gruyer commence sa carrière d'écrivain et de critique d'art avec le théâtre. Dès 1890, il contribue à la Revue d’art dramatique dirigée par Edmond Stoullig. Cette revue est une publication trimestrielle indépendante, consacrée au théâtre, proposant des critiques, mais aussi des articles qui étudient l'esthétique et l'histoire de cet art. Le premier tome est publié en 1886, et la publication s'arrête en 1909. Paul Gruyer y contribue dès 1890 avec un premier texte consacré au théâtre hindou dans lequel il revient sur la production dramaturgique de l'Inde et du sous-continent indien, notamment sur les pièces La Reconnaissance de Shâkountalâ du poète Kâlidâsa, Le Chariot de terre cuite de Shûdraka, ou encore L'histoire de Malati et Madhava de l'écrivain Bhavabhuti. Cet article a été publié en trois parties,,. Il s'intéresse également au théâtre autrichien dans son article portant sur le drame Grisélidis de Friedrich Halm.
Ces contributions montrent déjà l'attachement de Paul Gruyer aux arts et aux cultures régionales et étrangères, qu'il essaye de diffuser en France.
Dans la Revue d'art dramatique, il publie d'autres textes consacrés à l'histoire du théâtre, comme « De la parodie au théâtre » dans lequel il revient sur l'histoire de la parodie et de son adaptation à l'opéra et au théâtre. Il explique les mécanismes et le fonctionnement de ce genre à travers des exemples de différentes époques. Il souhaite montrer que cette forme de littérature ne peut être humoristique que dans le contexte dans lequel elle s'inscrit. Dans cet article, son opinion personnelle transparaît et laisse entrevoir la plume acerbe du critique.

« Ces œuvres là ont naturellement, au moment où elles paraissent, des succès phénoménaux qui montent avec la rapidité d’une omelette soufflée, mais ce n’est que du vent et l’aplatissement est aussi soudain. (…) Aussi l’art de la parodie n’existe pas, n’a jamais existé. (…)  La parodie n’est ordinairement que la bave de la médiocrité sur le talent ou le génie, sans fiel parfois, mais qui tombe toujours d’un petit esprit. »

— Paul Gruyer, « De la parodie au théâtre »,
, Revue d'art dramatique, n° XXXII, octobre - décembre 1893, p. 232
Ainsi, Paul Gruyer, dans la Revue d'art dramatique, livre également ses propres vues et opinions sur le théâtre contemporain, en tant que critique dramatique. Il s'offusque notamment de voir le rôle de Panope, suivante de Phèdre, interprété par un homme dans la représentation de Phèdre à la Comédie-Française.
Paul Gruyer ne contribue pas seulement à la Revue d'art dramatique. Il publie également des articles pour d'autres revues comme Le Figaro Illustré dans lequel il rédige un texte sur les bals masqués, ou encore La Revue Illustrée pour laquelle il écrit un texte en trois parties, Le ballet à travers les âges, illustré par André Cahard.

#### Paul Gruyer dramaturge

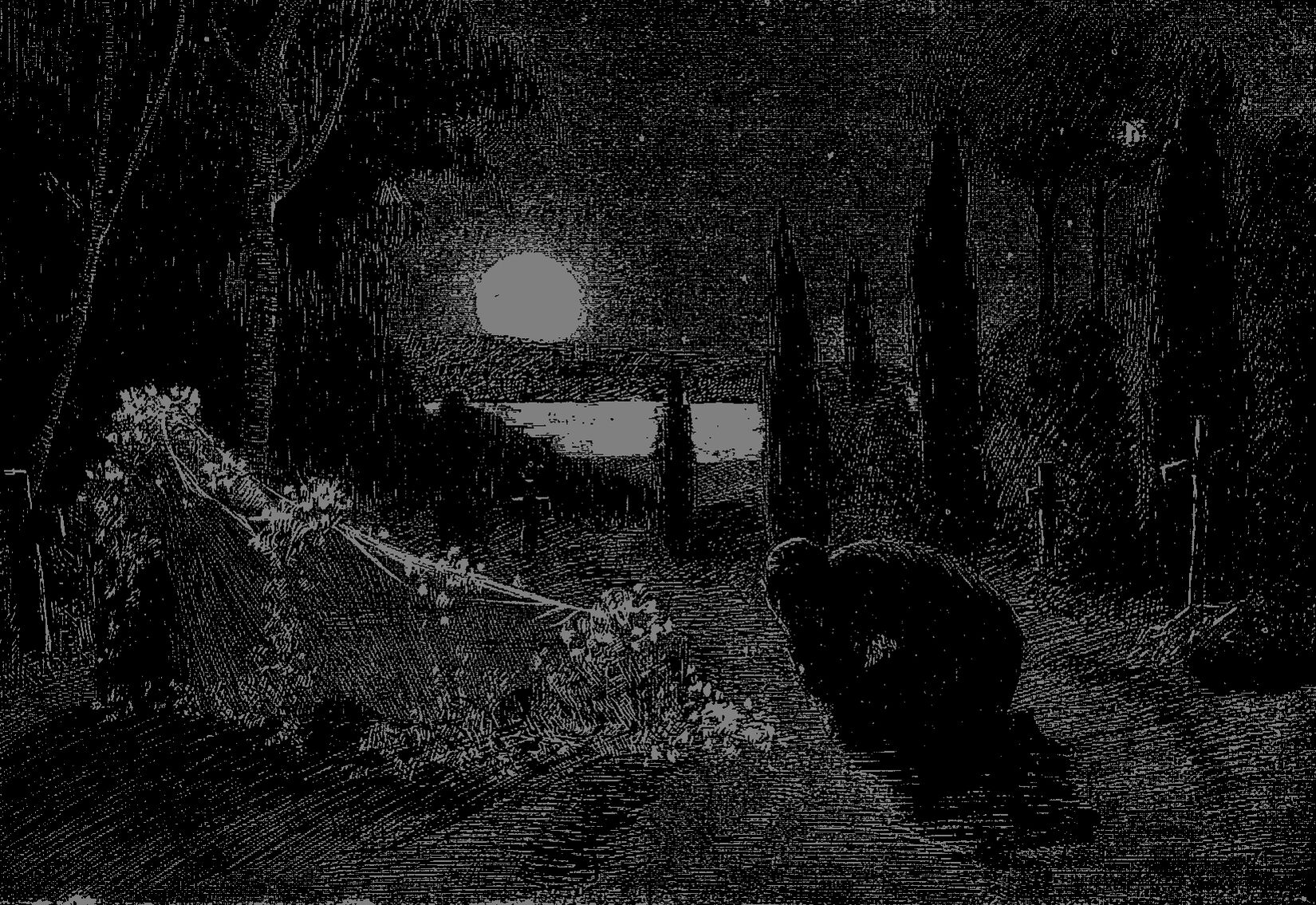
« Plus fort que la mort. L'Aimé devant le corps de l'Aimée », dessin de M. Paris pour le magazine Le Monde Artiste publié le 13 mai 1894

En parallèle de son activité de critique, Paul Gruyer s'essaye aussi à l'écriture dramaturgique. Il rédige sa première pièce, intitulée Plus fort que la mort, en mai 1891. Il s'agit d'un acte en vers qui raconte l'histoire d'un homme, l'Aimé, assistant aux funérailles de sa fiancée, l'Aimée, décédée la veille. Il refuse d'accepter sa mort et demande au prêtre de pouvoir passer la nuit aux côtés du cadavre. L'intrigue prend donc place au crépuscule. Alors que l'homme pleure sa bien-aimée, l'âme de celle-ci vient lui parler. Elle lui propose de mourir pour qu'ils restent éternellement unis. La pièce s'achève alors sur la mort de l'Aimé, et la réunion des esprits des deux amants.
Cette pièce est présentée pour la première fois le 11 avril 1892 pour la Rampe, société lyrique et dramatique, à la salle Dupré, au 40 rue Condorcet, dans le IXe arrondissement de Paris. Elle est interprétée par Mlle Boissy et M. Mars, et est programmée avec deux autres pièces inédites : La vie à un de Charles Esquier et Dieu Hasard de Georges Didier,. La représentation générale a lieu le dimanche 10 avril 1892 au soir.
L'année suivante, le 25 février 1893, la pièce est entendue par le Comité de lecture de la Comédie-Française. Elle n'a toutefois pas été reçue.
Un an plus tard, la pièce est programmée à plusieurs reprises pour le Théâtre des Poètes, dans la salle de l'Alcazar d'Hiver située au 10 rue du Faubourg Poissonnière, dans le Xe arrondissement de Paris. Le Théâtre des Poètes est alors dirigé par Charles Léger qui a pour objectif de défendre la poésie au théâtre,.
Un premier spectacle est tenu au mois de mars 1894. Il s'agit de la troisième soirée de l'abonnement du Théâtre des Poètes. Durant cette représentation, sont jouées, en plus de l'acte de Paul Gruyer, les pièces Le Mari refondu de Gabriel Vicaire et Jules Truffier, ainsi que Pierrot sceptique de Rémy Saint-Maurice.
Deux autres représentations sont prévues par le Théâtre des Poètes pour le mois d'avril 1894. Une première représentation a lieu le 17 avril 1894, avec une répétition générale réservée à la presse organisée le 16 avril en matinée. La programmation est la même que celle du mois de mars, avec une pièce supplémentaire : L'Exil d'Éros de Gaston de Raismes.
La deuxième représentation de cette programmation a lieu le mercredi 25 avril 1894. Une répétition générale réservée aux journalistes est organisée le mardi 24 avril 1894, à neuf heures du matin. L'acte Plus fort que la mort est alors interprété par Mlle Anne Ratcliff et M. Jean Frédal.
À l'issue de cette représentation du 25 avril 1894, la critique se montre plutôt mitigée et peu convaincue par l'acte de Paul Gruyer, en particulier L'Observateur français qui note :
« La seconde de ces pièces se distingue pourtant par son cachet macabre et déclamatoire, par l’étrange facture de ses vers où les inversions les plus risquées s’allient aux inspirations les plus banales pour produire un tout qui ne ressemble à rien. C’est faible comme forme, mais en revanche ce n’est pas fort comme fond. M. Jean Frédal et Mlle Anne Ratcliff, deux pensionnaires du Gymnase, ont interprété avec beaucoup de courage et de zèle cette œuvre qui n’est ni d’un auteur dramatique ni d’un poète ». »

#### Contributions pour la Comédie-Française
Dans cette volonté d'écriture dramaturgique, et pris par cette passion pour le théâtre, Paul Gruyer rédige également des à-propos, de courtes pièces pour des événements particuliers. Il en écrit trois pour la Comédie-Française.
Il rédige un premier à-propos, Fantôme, à l'occasion du 256e anniversaire de la naissance de Jean Racine, le 22 décembre 1895. Il s'agit d'un monologue dramatique mettant en scène l'ombre de Phèdre, et interprété par Mlle Moreno. Cet à-propos s'inscrit dans une programmation plus large incluant les pièces Iphigénie et Les Plaideurs,. Cet à-propos a ensuite été rejoué à la Ferté-Milon le 23 avril 1899 pour la fête du bicentenaire de Racine.
Son deuxième à-propos s'intitule Dans l'idéal pays. Il s'agit d'un à-propos en vers commandé pour l'anniversaire de la naissance de Pierre Corneille, et de nouveau récité par Mlle Moreno. La représentation a lieu le 6 juin 1901 en matinée. Pour l'occasion, l'entrée est gratuite pour tous. On présente également les pièces Polyeucte et Le Menteur,.
Hyacinthe ou La fille de l'apothicaire est le troisième à-propos de Paul Gruyer. Il l'écrit à l'occasion du 283e anniversaire de la naissance de Molière. Cet acte en prose est publié en 1904 et joué, pour la première fois, lors de la représentation du 15 janvier 1905, en soirée. Il met en scène Hyacinthe, fille de l'apothicaire du roi, maître Nicolas Guillaume. Cette dernière est éprise de Molière alors qu'elle est promise au fils du médecin du roi. Cet à-propos est présenté avec les pièces La Conversation d’Alceste, une comédie créée par Georges Courteline, et Amphitryon.

### Activité de traducteur

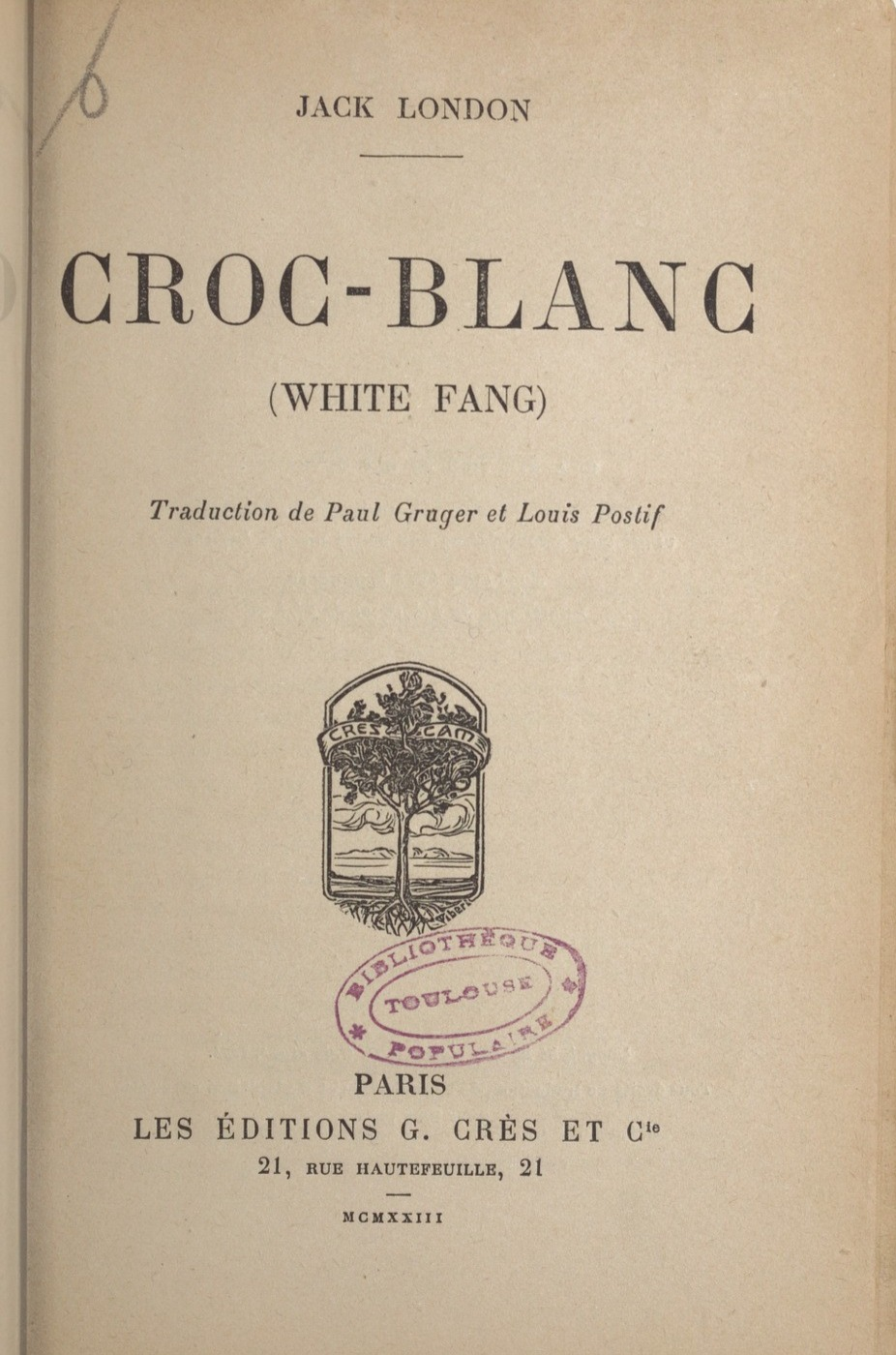
Page de titre de l'ouvrage Croc-Blanc de Jack London, traduit en français par Paul Gruyer et Louis Postif aux éditions G. Crès et cie, 1923

Comme le montraient déjà ses premiers articles, notamment sur le théâtre hindou, Paul Gruyer cherche à diffuser de nouveaux patrimoines culturels en France. Cette diffusion passe également par ses travaux de traducteur, de l'anglais vers le français. Avec Louis Postif, ils forment un duo influant. Ils sont parmi les premiers et principaux traducteurs et diffuseurs de l'œuvre de Jack London en France, avec Raymonde de Galard et Alice Bossuet. Ils publient la plupart de leurs traductions aux éditions G. Crès et Cie.
Paul Gruyer et Louis Postif s'intéressent alors principalement aux romans d'aventures américains, puisqu'ils sont également les traducteurs de certains ouvrages de James-Oliver Curwood comme le roman Kazan.
D'après Jean-Louis Postif, fils aîné de Louis Postif, le travail collaboratif des deux hommes seraient nés d'un accord à l'amiable trouvé après que Louis Postif se soit vu attribuer les droits de publication de Croc-Blanc, et Paul Gruyer, les droits de publication de l'œuvre de Jack London en périodique.
Paul Gruyer et Louis Postif prennent certains parti pris dans leurs traductions, notamment dans les traductions de Jack London. Ils expliquent dans un texte intitulé « Jack London. Quelques mots sur sa vie et son œuvre », paru dans la Revue de France en juin 1922, que Jack London écrit, selon eux, dans un style américain qu'ils trouvent moins nuancé, avec moins de profondeur. Ils adaptent donc la version française en fonction de ces convictions qui relèvent d'une hiérarchisation des langues et des littératures, modifiant à certains égards la prose de l'auteur américain.
De son côté, Paul Gruyer a aussi traduit deux de ses propres ouvrages : A week at Versailles et Napoleon, king of Elba.

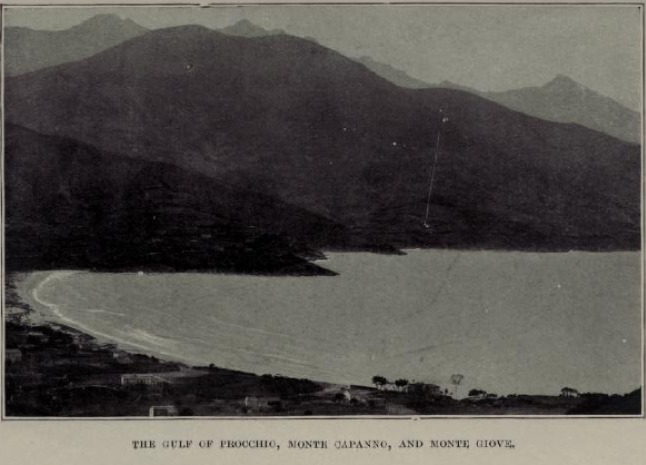
« The Gulf of Procchio, Monte Capanno, and Monte Giove », photogravure de Paul Gruyer dans Napoleon, King of Elba (1906)

## Ami du patrimoine et des arts

### Patrimoine breton

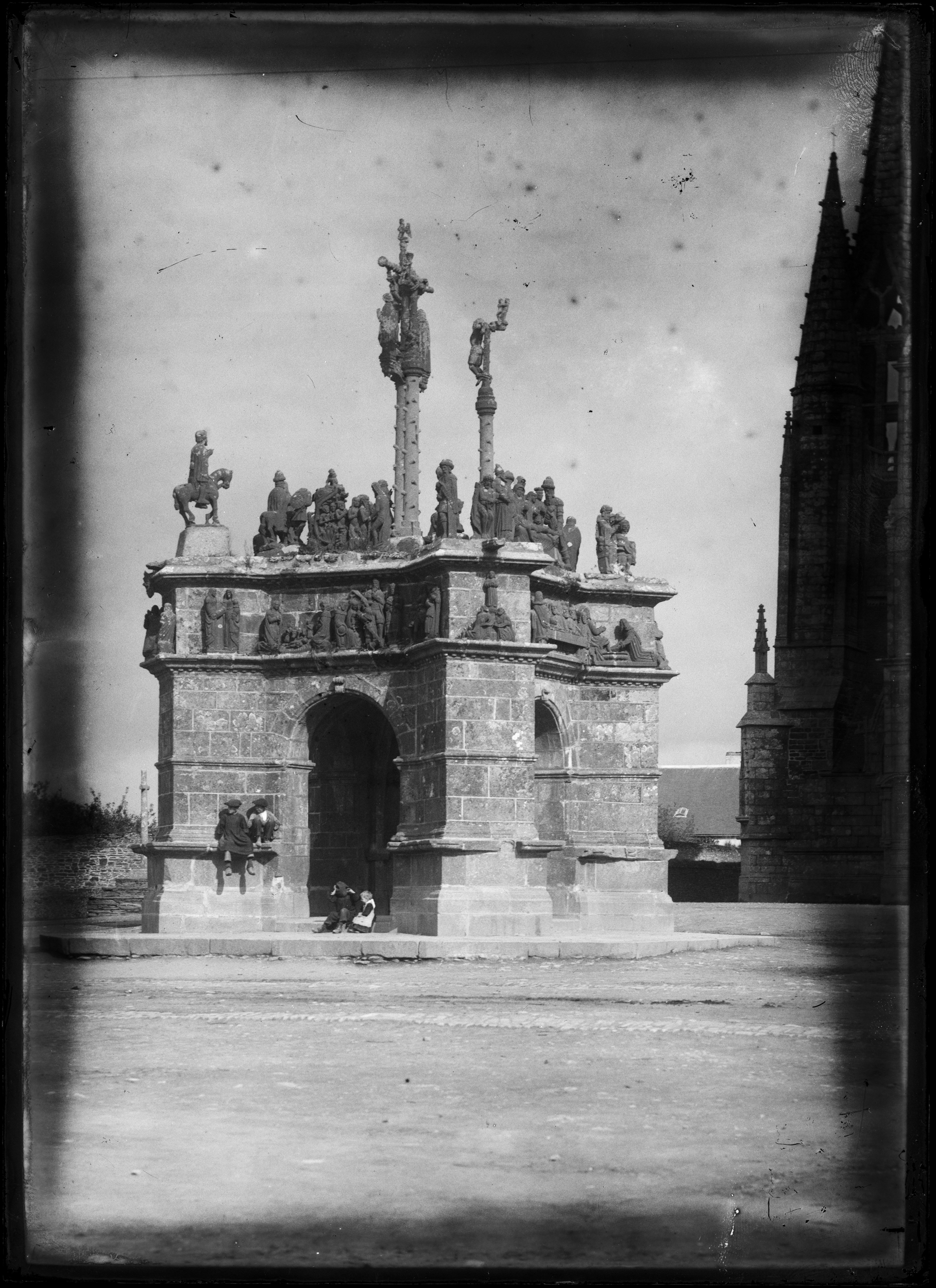
Paul Gruyer, Le calvaire de Pleyben, avant 1905, Musée de Bretagne

Parmi ses publications, Paul Gruyer consacre une série d’ouvrages thématiques au patrimoine architectural breton, explorant des sujets tels que les fontaines, les calvaires, les chapelles, les saints, ainsi que les dolmens et menhirs. Ces ouvrages s’inscrivent dans la collection de guides artistiques « Les Visites d'art - Memoranda », éditée à Paris au début du XXe siècle par Henri Laurens. Offrant des descriptions précises et documentées, ils mettent en lumière la richesse du patrimoine breton.
À chaque fois, la structure de ces ouvrages reste identique : une vingtaine de pages rédigées par Paul Gruyer, offrent un contexte historique particulièrement détaillé sur le sujet, ainsi qu'une analyse de ses variantes régionales. Les photographies ont été prises en grande partie lors du voyage de l'auteur avec Gustave Geffroy. Dans Les Calvaires bretons (1920), il retrace l’histoire de ces monuments religieux en remontant jusqu’aux origines de leur implantation en Bretagne.
Barthélemy Pocquet du Haut-Jussé, bibliothécaire et historien français spécialisé dans l’histoire de la Bretagne, a salué l’ouvrage Les Calvaires bretons de Paul Gruyer. Il en souligne l’intérêt en affirmant : « Ce petit livre sera donc un précieux instrument pour l'archéologue pérégrinant, ainsi qu'un compagnon suggestif pour le touriste curieux. » Il met également en avant la qualité des clichés qui illustrent l’ouvrage, renforçant ainsi son attrait tant pour les spécialistes que pour les amateurs d’art et de patrimoine breton.

### Les sociétés des Amis du Vieux Saint-Germain et de Marly

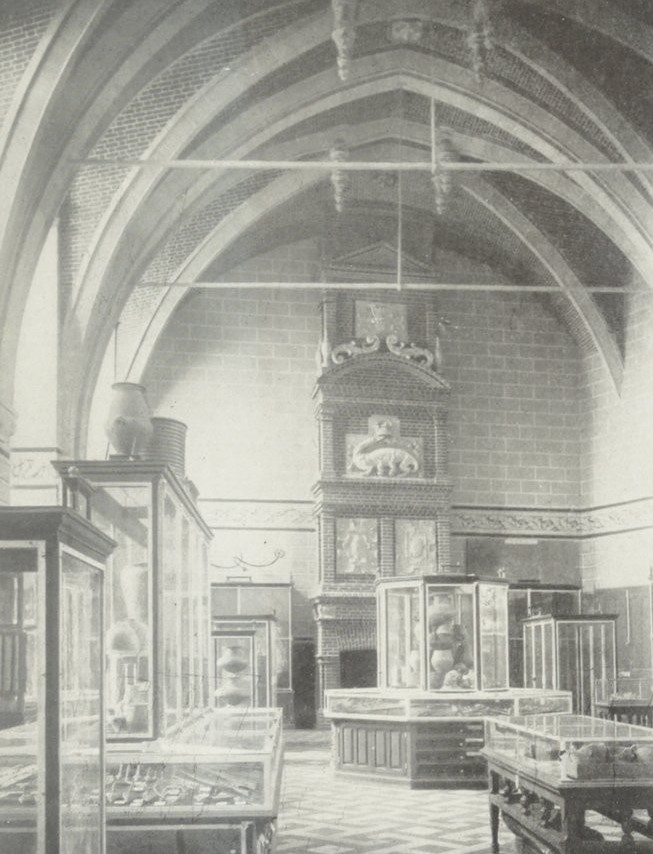
Paul Gruyer, Salle de bal du château de Saint-Germain-en-Laye

Dans les années 1920, Paul Gruyer est souvent défini dans la presse comme un homme de lettre, historien et archéologue. À cette période, il prend part à deux sociétés d’amis de monuments de la région parisienne : la Société des amis du Vieux Saint-Germain et la Société des Amis de Marly.
Dès la fondation de la Société des Amis du Vieux Saint-Germain en 1923, Paul Gruyer est un de ses membres correspondants. Cette société a vocation à valoriser le patrimoine de la ville et de ses environs et à sauvegarder ses vestiges artistiques et historiques. Dans le bulletin présentant le compte rendu de la première assemblée générale de la Société, ses statuts et ses membres, Paul Gruyer est présenté comme un homme de lettres de Marly-le-Roi. Dans ce même document, le secrétaire de la Société Monsieur de La Tourasse, également conservateur du musée et de la bibliothèque de Saint-Germain-en-laye, propose que l’action de la société pourrait être enrichie de conférences et de visites pour présenter la ville et ses environs. Aussi, il élabore un programme dans lequel il propose que Paul Gruyer pourrait faire une visite conférence sur les ruines et le parc du Château de Marly et du Château et du Pavillon de Madame du Barry à Louveciennes.

Paul Gruyer est également l’initiateur de la Société des Amis de Marly. Sur le modèle de la Société des Amis du Vieux Saint-Germain, un groupement est fondé sous sa direction avec pour vocation d’étudier et de sauvegarder les vestiges de l’ancienne résidence royale de Marly et du parc de toutes nouvelles destructions,,,. La société est créée en 1924,,. Paul Gruyer en devient le secrétaire général, tandis que Jules Siegfried en est le président,,. L’Administration des Beaux-Arts reconnait l’association comme une société savante le 27 juillet 1931. Cette société a contribué à l’ouverture du premier musée de Marly en 1933 dont les collections ont été dévolues en 1982 à l'actuel Musée du Domaine royal de Marly.

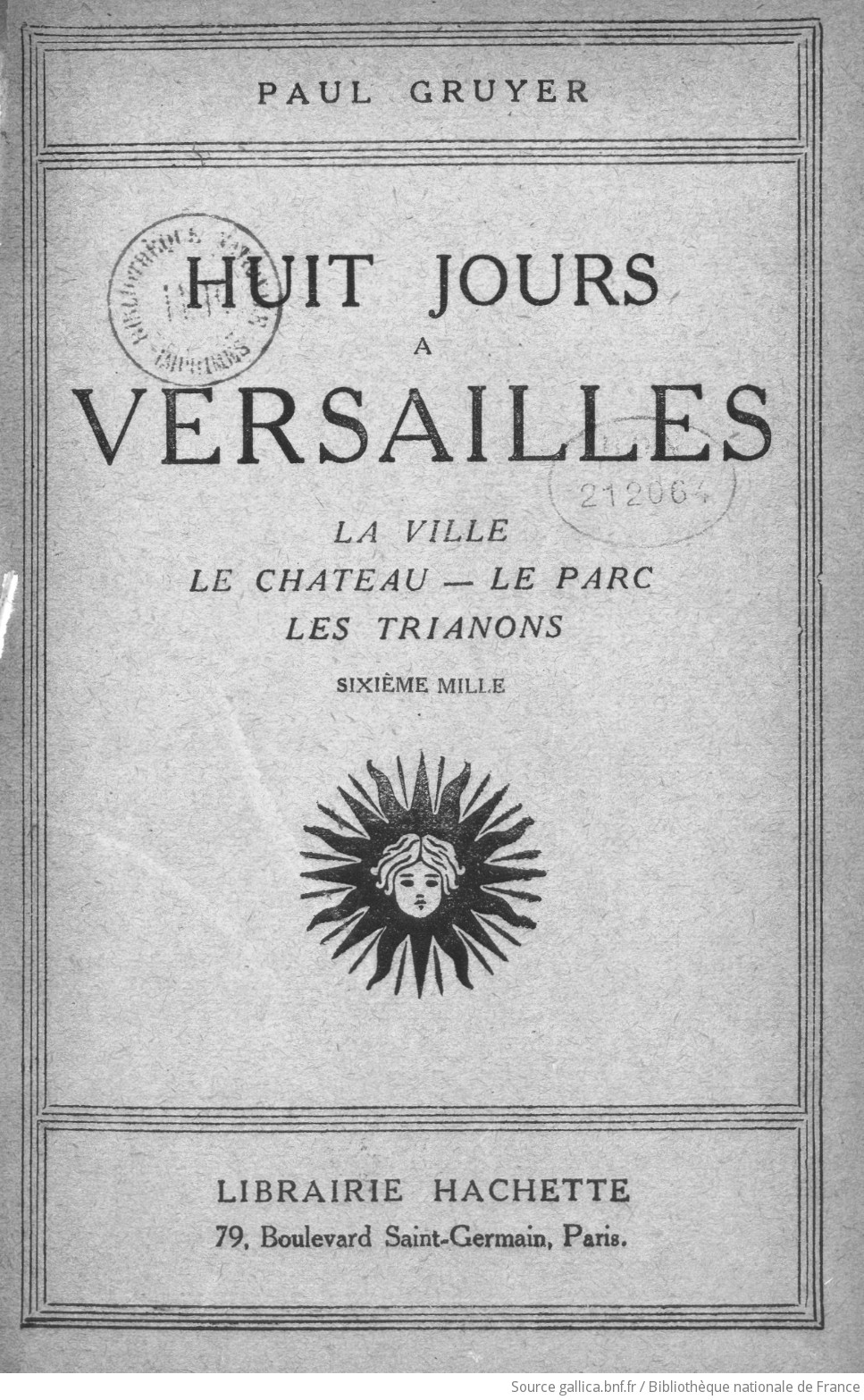
Paul Gruyer, Huit jours à Versailles, 1920.

### Guides, fascicules et ouvrages historiques et patrimoniaux sur les alentours de Paris
Dans le cadre de ces sociétés, Paul Gruyer a écrit plusieurs guides, fascicules et ouvrages historiques et patrimoniaux sur les alentours de Paris.
En 1920, il écrit une monographie sur Versailles : Huit jours à Versailles : la ville, le château, le parc, les Trianons (sixième mille). Il y retrace l'évolution du château sous les différents monarques, en mettant en lumière les transformations architecturales et artistiques effectuées de Louis XIII à Louis XVI. L'ouvrage s'attarde également sur la vie au palais et retrace l'histoire de la ville de Versailles.L’ouvrage est illustré de quarante-sept planches. Il est également traduit et publié en anglais en 1922.
La même année, il écrit Saint-Germain, Poissy, Maisons, Marly-le-Roi,. C’est un ouvrage illustré de quatre-vingt-quatre gravures et d’un plan Il inclut également de nombreuses photos prises par Paul Gruyer. Cet ouvrage s'inscrit dans la collection Les Villes d'Art célèbres et présente l'histoire et l'art de quatre anciennes résidences royales près de Paris : Saint-Germain, Poissy, Maisons et Marly-le-Roi. Paul Gruyer y examine l'évolution de l'art, de l'architecture et de la culture, à travers les descriptions des peintures, des sculptures, des jardins et des monuments emblématiques de ces sites. Il y inclut également diverses anecdotes.
Il écrit également plusieurs articles sur l’art pictural dans les années 1920.
Dans La Renaissance de l’art français et des industries de luxe, publié en 1920, il écrit « Les plafonds de Versailles ». Un ouvrages qui aborde les œuvres des artistes qui y ont œuvrés : Louis Le Vau, François II d'Orbay, Charles Le Brun, René-Antoine Houasse, Jacques Blanchard, Claude Audran II, Charles De La Fosse, Jean Jouvenet, Jean Baptiste de Champaigne, Baltazar et Gaspard Marsy, Gilbert de Sève, Jean-François de Troy, Michel Corneille, Madeleine de Boullogne, Noël Coypel,François Lemoyne...
Dans la Renaissance de l’Art français publié en 1922, il écrit plusieurs articles « L’art sous Louis XV aux petits appartements de Versailles » et « L’hôtel de Noailles à Saint-Germain-en Laye ».
Il écrit également sur des sujets historiques comme en témoigne son ouvrage Napoléon, roi de l'île d'Elbe publié en 1936, ou les articles qu’il écrit dans L’Action française en 1924 sur les séjours de Voltaire au château de Maisons.

## Réception auxXIXesiècle

### Réception critique de ces ouvrages
Les ouvrages de Paul Gruyer consacrés à l’histoire et au patrimoine français ont suscité l’intérêt de la presse de son époque. À travers ses guides illustrés, il parvient à rendre accessibles au grand public des sites emblématiques du patrimoine, alliant rigueur historique, sens de la narration et son regard artistique. Au-delà de sa contribution à l'histoire et à l'art, Paul Gruyer s'est également distingué par sa réflexion sur l'impact des nouvelles formes d'art, comme la photographie, qu'il aborde dans ses ouvrages tels que Victor Hugo Photographe.
Les critiques soulignent particulièrement son esprit de synthèse, sa maîtrise de l’architecture et des arts, ainsi que son approche vivante et narrative de l’histoire, qui va bien au-delà de la simple documentation. Qu’elles mettent en avant son expertise en histoire de l’art ou son regard artistique unique.
La capacité de Paul Gruyer à vulgariser l'histoire, tout en conservant une exigence académique, lui a valu des éloges de nombreux critiques, témoignant de son impact dans le domaine de l'histoire et de l'art.

#### Réception deVictor Hugo Photographe(1905)
Cet ouvrage de Paul Gruyer met en avant une facette méconnue de Victor Hugo et contribue à l’étude du rapport entre photographie et littérature. L’ouvrage est salué pour son approche artistique et sa mise en valeur des clichés du poète.
Dans une critique publiée dans La Vie Heureuse le 15 mars 1905, l’album est décrit comme un ouvrage remarquable, à la fois sur le plan visuel et littéraire :

« Voici un bel album fait pour séduire les bibliophiles : il présente, sous l’aspect le plus artistique, une curieuse série de photographies prises par Victor Hugo lui-même, durant ses jours d’exil. […] Il appartenait à M. Gruyer, si parfaitement maître en la matière, de publier ces documents ; il a eu le talent d’y joindre le plus littéraire des commentaires, et a choisi avec un goût parfait, dans l’œuvre même du poète, les phrases mélodieuses et fortes qui font à chaque image une merveilleuse légende. »

— La Vie Heureuse, 15 mars 1905, p.34

#### Réception deHuit Jours à Versailles(1920)

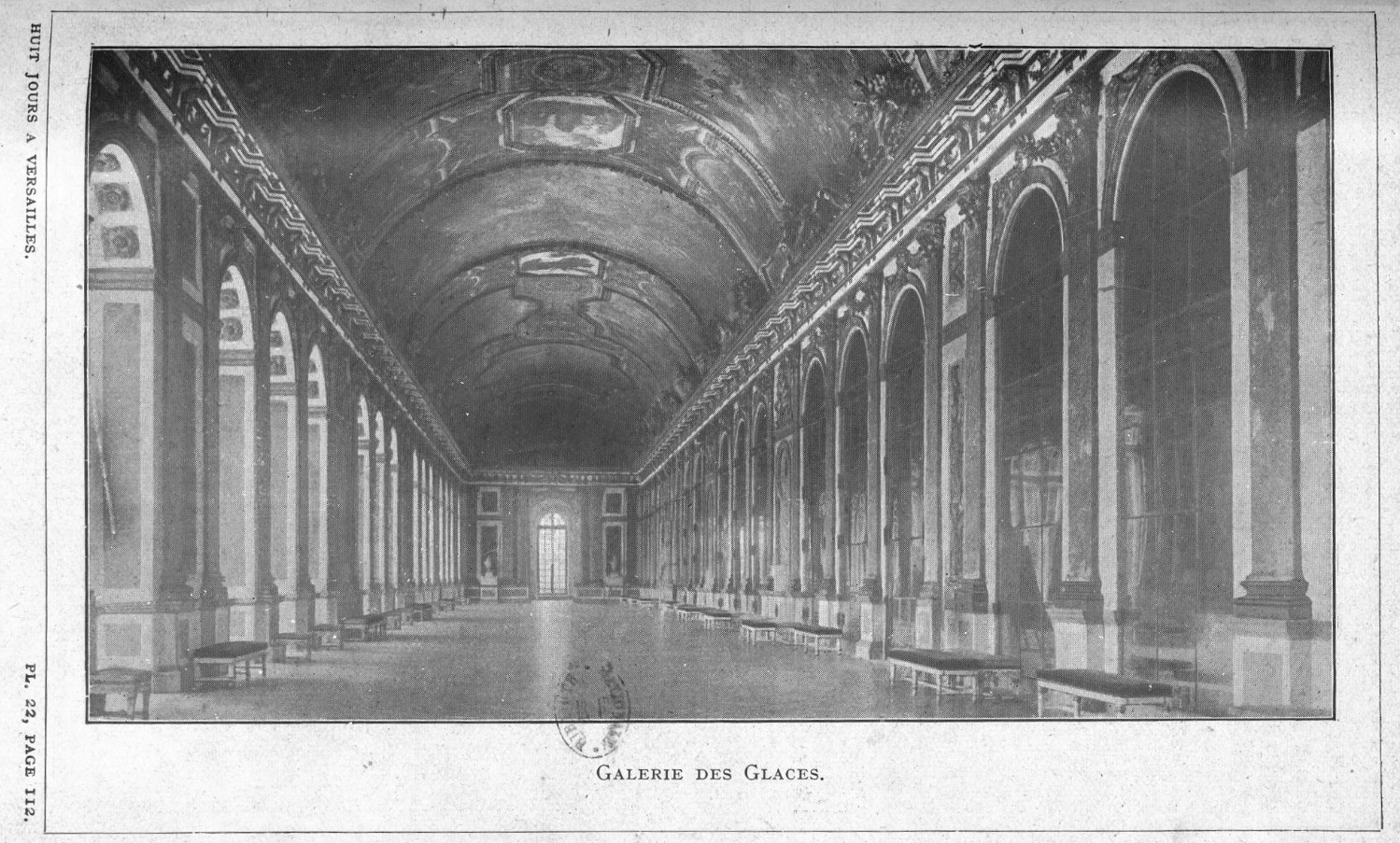
« La Galerie des Glaces » photogravure de Paul Gruyer dans son ouvrage Huit jours à Versailles: la ville, le château, le parc, les Tiranons (1920)

Publié en 1920, Huit jours à Versailles est un guide détaillé consacré au château de Versailles, à ses jardins et à son histoire.
Henri de Régnier souligne la qualité du travail de Paul Gruyer dans une critique publiée dans Le Figaro, Supplément littéraire du dimanche, le 19 septembre 1920 :

« De ces travaux, M. Paul Gruyer a légitimement profité dans ses Huit jours à Versailles. Tout y est d’une parfaite clarté et de la plus satisfaisante précision. Il nous fait parcourir l’immense château, de bout en bout et de fond en comble, sans fatigue et sans ennui, d’une façon à la fois cursive et méthodique […] M. Paul Gruyer est un guide excellent, discret et sûr, et l’on sent, sous sa réserve, qu’il aime profondément, ce dont il nous parle de la façon la plus instructivement agréable. »

— Henri de Régnier, Le Figaro. Supplément littéraire du dimanche, 19 septembre 1920, p. 1

#### Réception deSaint-Germain, Poissy, Maisons, Marly-le-Roi(1922)
L'ouvrage illustré de Paul Gruyer, paru en 1922, Saint-Germain, Poissy, Maisons et Marly-le-Roi reçoit également de bonnes critiques.
Paul Jamati met en avant la sensibilité de Paul Gruyer pour l'architecture et les paysages dans une critique publiée dans L'Écho national le 27 octobre 1922. Il met en avant Le Saint-Germain, soulignant la capacité de Paul Gruyer à faire revivre le passé avec précision et sensibilité :

« Et si je me réserve de revenir, en un prochain article, sur les monographies de Poissy, de Maisons et de Marly qui complètent l’ouvrage, je dois tout de suite déclarer qu’il ne faut pas voir seulement en M. Paul Gruyer un archéologue distingué et particulièrement éclairé, mais un artiste amoureux de beauté, de sculpture, d’architecture, de paysages et de jardins, qui sait, simplement et familièrement, sans vaine littéraire comme sans fausse solennité, ressuscite la vie des temps passés, à la fois touchante et tragique, héroïque, joyeuse et grave. »

— Paul Jamati, L'Écho national, 27 octobre 1922, p.2

## Rapport à la Bretagne

### Contexte de redécouverte de la Bretagne auXIXesiècle

#### Régionalisme breton
L’Académie celtique (1804-1816) est une société savante qui s’intéresse à la variété de cultures régionales qui composent la France ainsi qu’à leur contexte d’apparition,. Ancêtre de la Société des antiquaires de France et proche des missions ethnographiques, elle prône notamment l’importance des collectes d’objets et la documentation d’arts populaires. La Bretagne se voit fortement rattachée à ce phénomène de « celtomanie » et devient un sujet d’étude. L’affirmation d’une identité culturelle bretonne s’intensifie surtout à partir de 1830, période à laquelle d’éminentes personnalités publient des ouvrages qui mettent en lumière les spécificités culturelles de cette région.

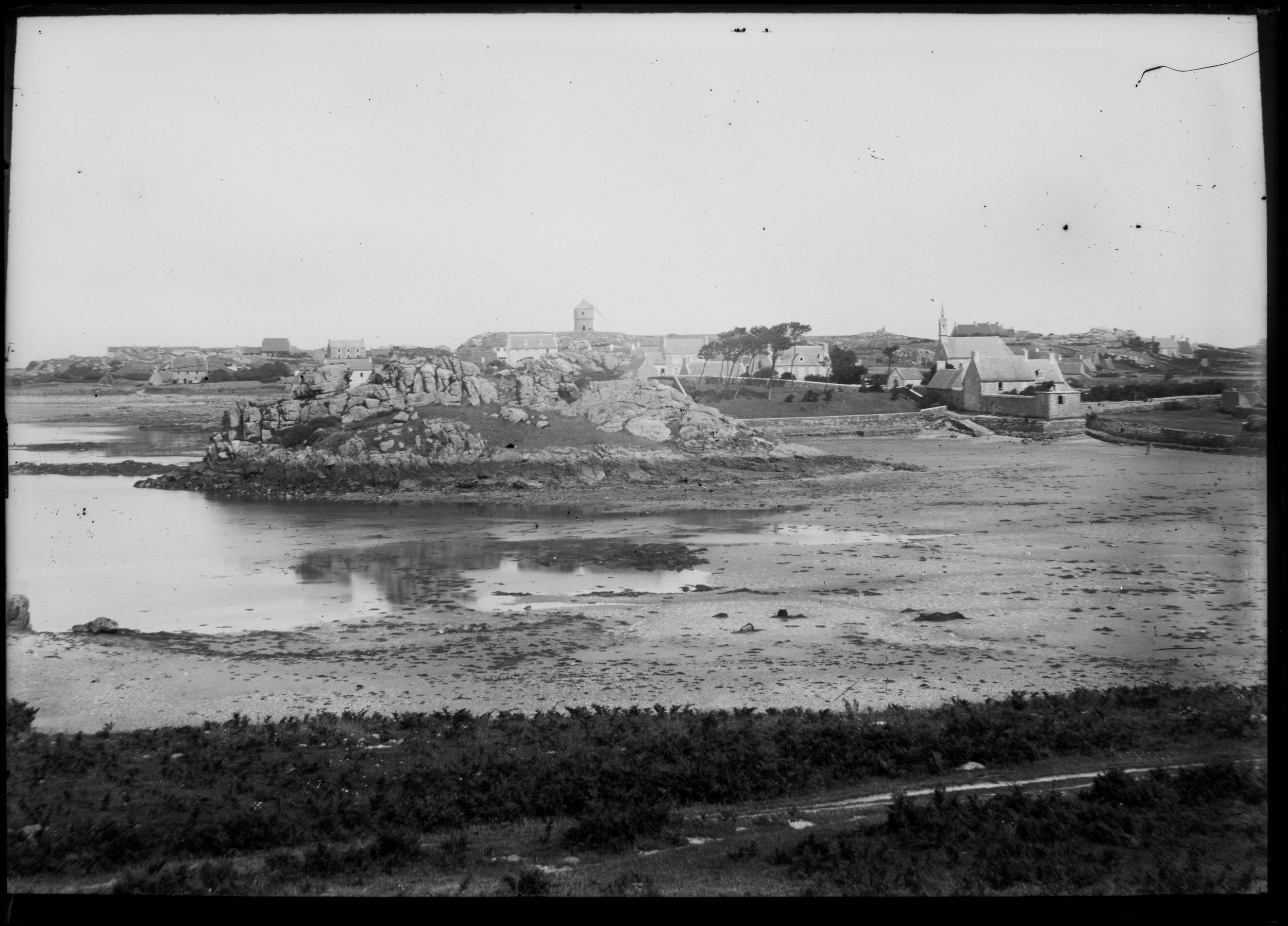
Paul Gruyer, Bord de mer (île de Bréhat), avant 1905, Verre (gélatino bromure d'argent),, Musée de Bretagne

Ce phénomène touche les arts et s’illustre enfin particulièrement dans les œuvres des membres de L’ École de Pont-Aven qui figent l’image d’une bretagne pittoresque, reculée, terre de superstitions, offrant une vision synthétique de ses paysages et habitants.
Outre le patrimoine culturel et architectural, l’année 1907 marque la protection de l’île de Bréhat, il s’agit du premier site naturel classé officiellement protégé au titre des « sites et monuments naturels de caractère artistique » à préserver. Quelques années auparavant, Paul Gruyer photographiait l'île dans une vue qui combine patrimoine architectural et paysager.

#### Paul Gruyer: témoin d'une région en cours de mutation (tourisme et industrialisation)
Une facilitation d’accès à la Bretagne s’observe à partir du XIXe siècle. De nombreuses voies de communication sont implantées et permettent de relier des points stratégiques sur la côte, en premier lieu les canaux dans le deuxième quart du XIXe siècle, puis, le déploiement d’équipements ferroviaires à partir de 1850. Si les premières stations balnéaires apparaissent dans la première moitié du siècle, c’est bien ce mode de communication, associé à la multiplication des routes qui fait naître une véritable activité de tourisme. Chargé de réaliser Bains de mer de Bretagne paru en 1911 aux éditions des Guide Joanne,, Paul Gruyer débute l’ouvrage par des renseignements généraux et distingue trois modes de voyage pour les touristes désireux de parcourir le pays breton, parmi lesquels le voyage en chemin de fer, la route et le voyage à pied. Une telle parution apparaît dans un contexte d'essor de l'activité touristique en Bretagne.
Le début du XIXe marque la mise au point de la conserve appertisée par Appert et Colin. L'industrie de la conserve, qui connaît alors une certaine expansion à la fin du XIXe siècle. Paul Gruyer en documente les mutations au cours de différentes excursions, comme à Douarnenez (conserverie Chancerelle). Ces photographies témoignent des différentes étapes de traitement du poisson et de sa mise en conserve.

### Thèmes explorés en photographie
Ses photographies sont publiées pour la première fois dans son ouvrage intitulé Ouessant, Enez Heussa – L’île de l’épouvante, et il n’aura de cesse de faire de la Bretagne un sujet photographique à l’intérieur duquel on distingue de nombreuses thématiques. Elles témoignent de ses points d’intérêt, qui s’étendent aussi à sa carrière d’écrivain. Beaucoup de ses prises de vue se situent dans des rues bretonnes, peuplées d’individus au travail, au repos, de passants, etc. Ces photos documentent la vie en Bretagne. Si le caractère illustratif de ces images est évident, elles revêtent inévitablement une nature documentaire dans une dimension quasi ethnographique. Au fil des publications, on note ainsi une attention particulière portée à la vie quotidienne telle qu’elle s’observe en Bretagne au début du XXe siècle, scènes de rue, de marchés, portraits en costumes traditionnels ou travailleurs.
Lorsque Paul Gruyer accompagne Gustave Geffroy pour documenter visuellement leur périple, ils sont motivés par la peur de voir disparaître le patrimoine et l’art de vivre bretons. Industrialisation et modernisation lui apparaissent comme une menace au tournant du XXe siècle, et l’ouvrage La Bretagne ambitionne en quelque sorte de figer une image du territoire, de ses habitants et son patrimoine. Les nombreuses photographies d’architecture religieuse (églises, calvaires), civile (châteaux, places, auberges) aussi bien que des sites mégalithiques en témoignent. Paul Gruyer prend également pour sujet photographique des manifestations culturelles telles que des processions, voire des personnes en prière.

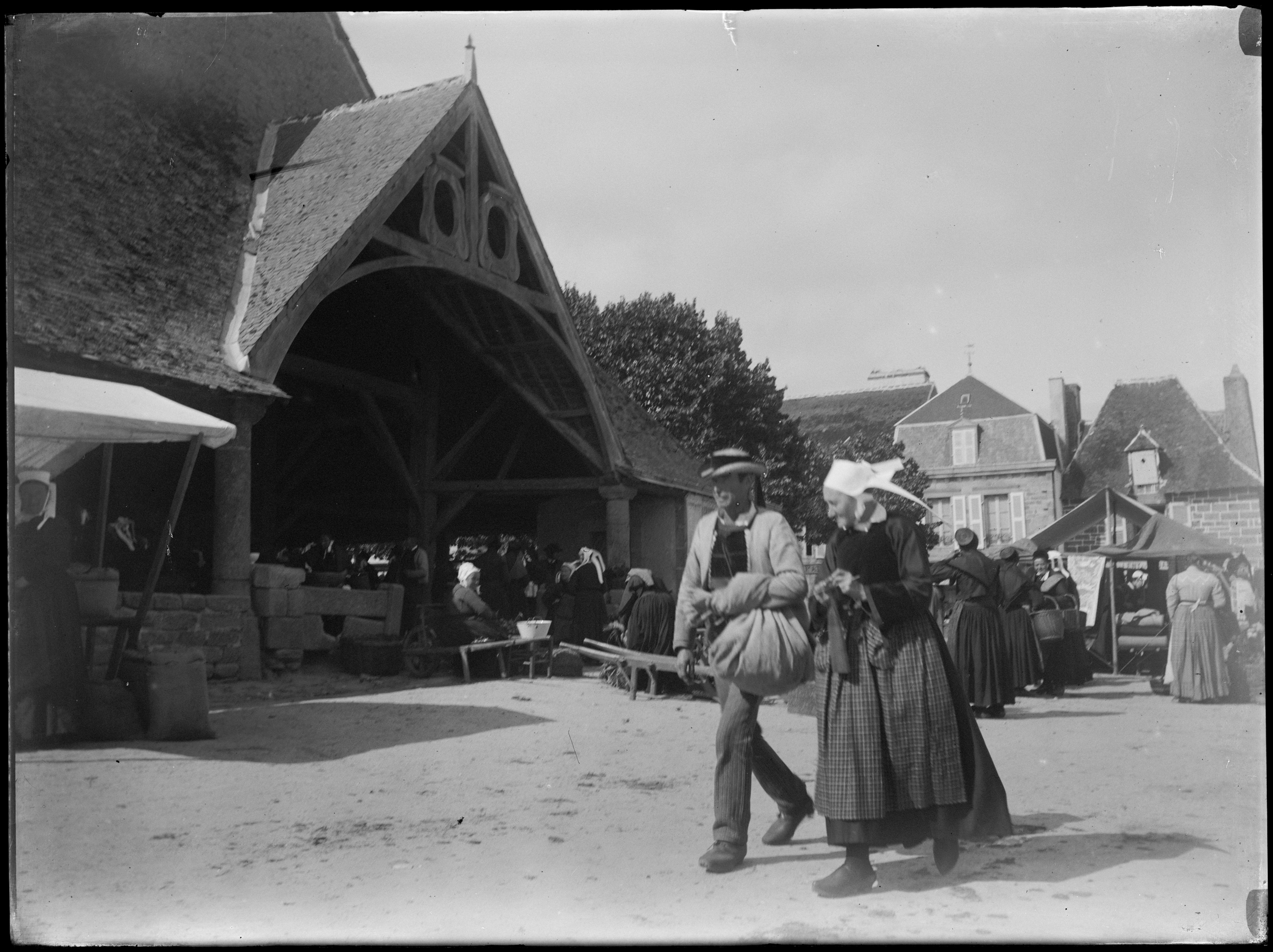
Paul Gruyer, Halles du Faouët, photographie en noir et blanc, verre (gélatino bromure d'argent), 9 × 12 cm, Musée de Bretagne.
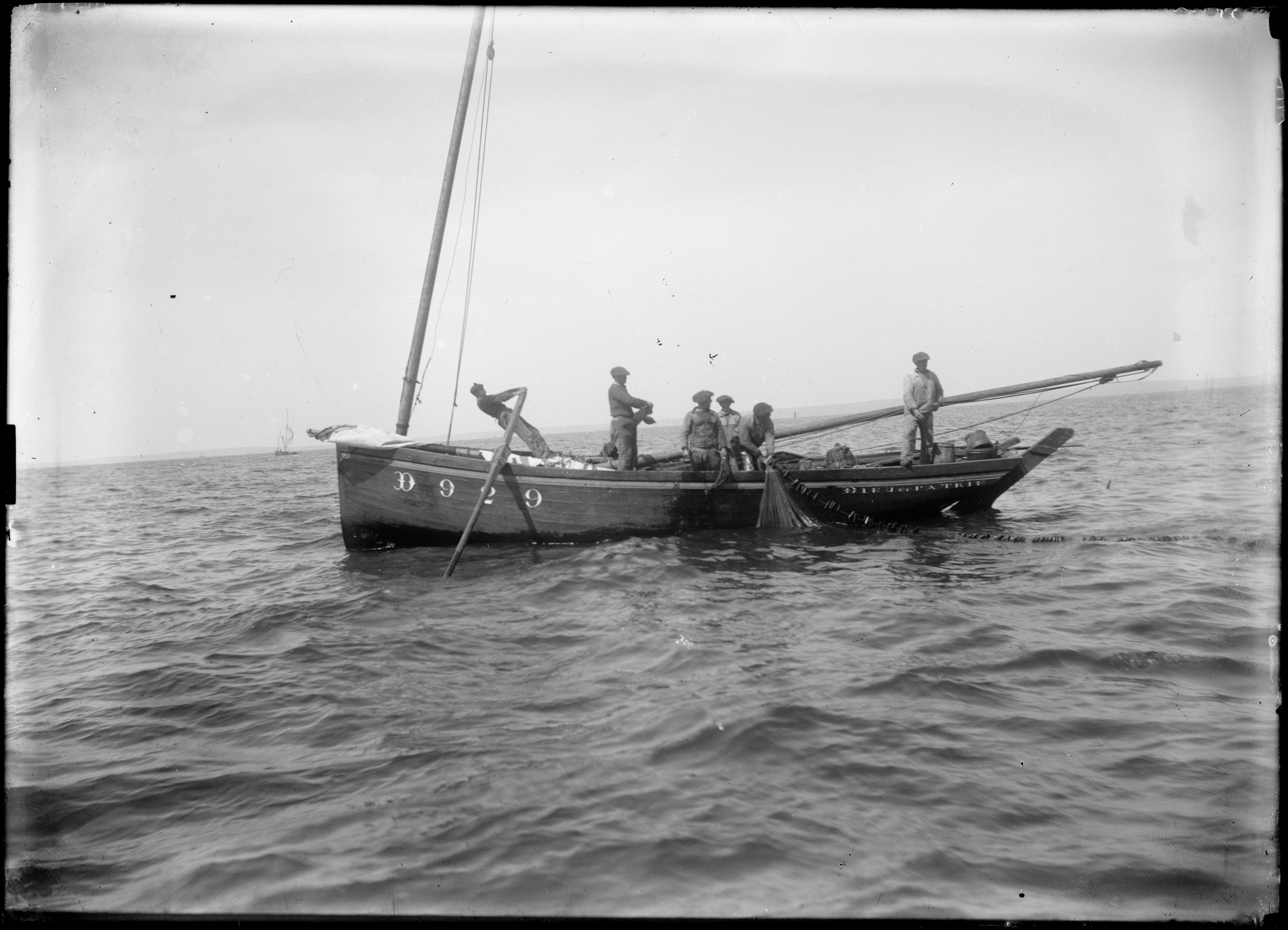
Paul Gruyer, Bateau sardinier, début du XXe siècle, photographie en noir et blanc, verre (gélatino bromure d'argent), 13 × 18 cm, Musée de Bretagne
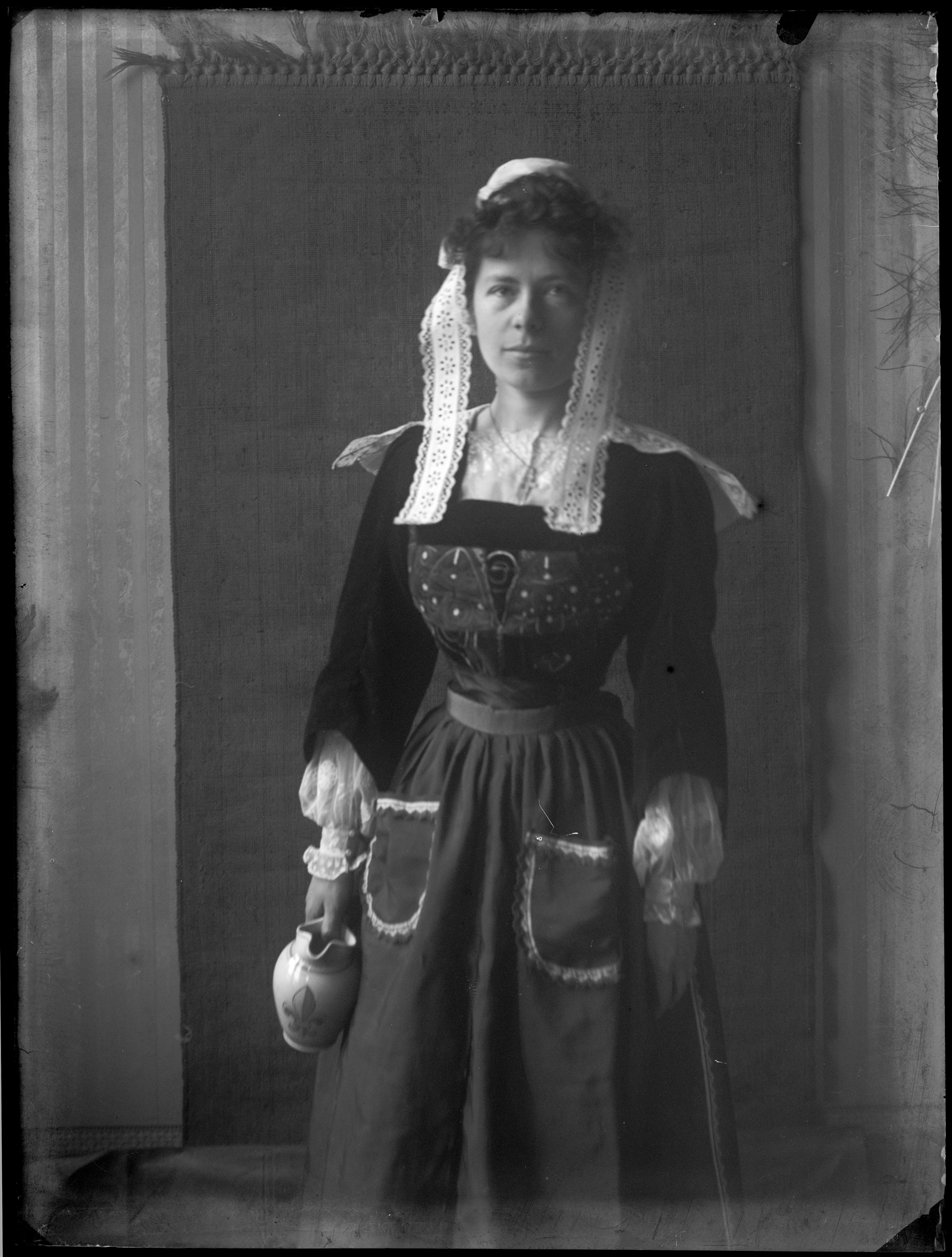
Paul Gruyer, Portrait d'une femme en costume traditionnel, début du XXe siècle, avant 1905, photographie en noir et blanc, verre (gélatino bromure d'argent), 9 × 12 cm, Musée de Bretagne.
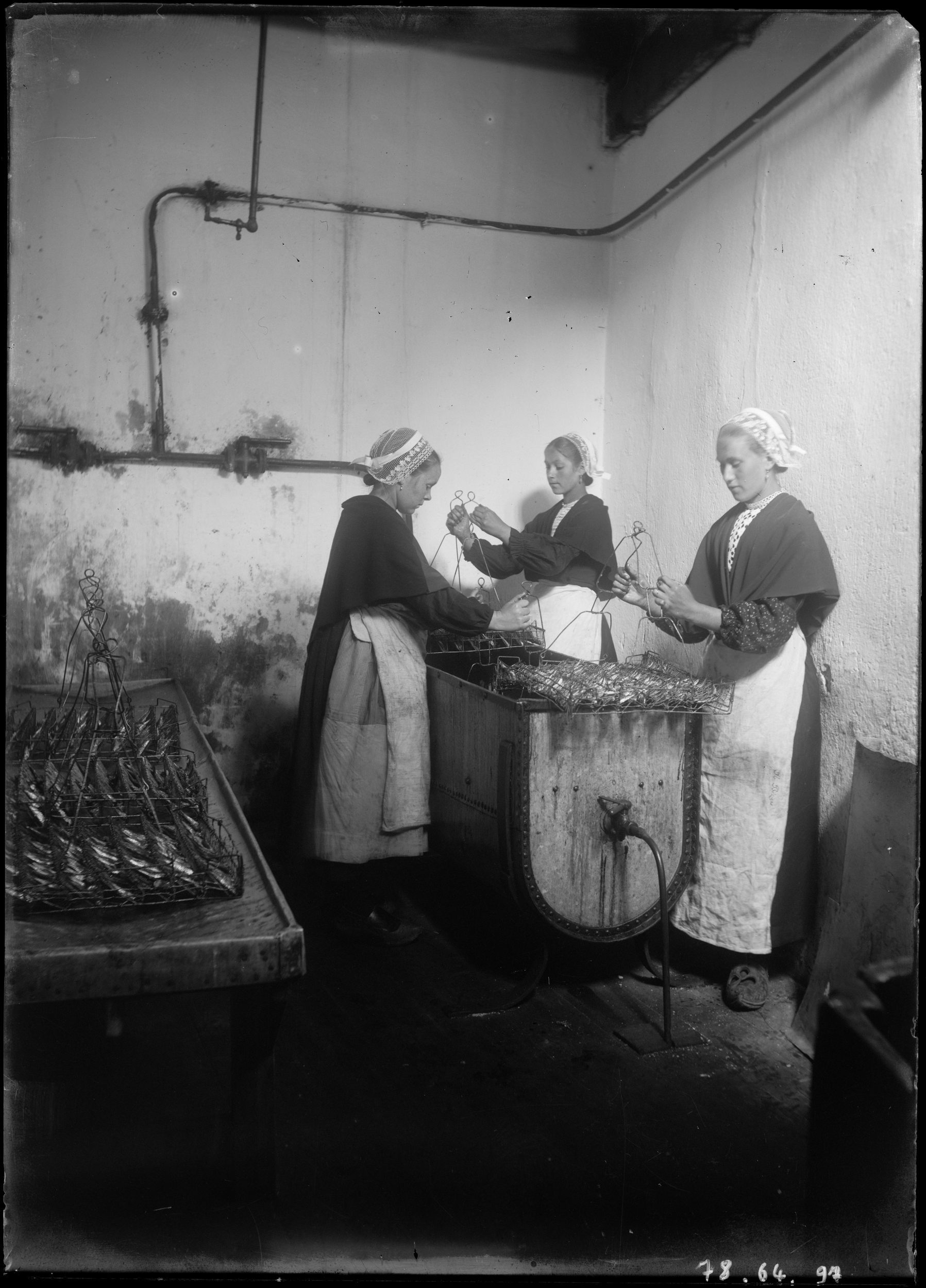
Paul Gruyer, Douarnenez conserverie, début du XXe siècle, photographie en noir et blanc, verre (gélatino bromure d'argent), 13 × 18 cm, Musée de Bretagne.
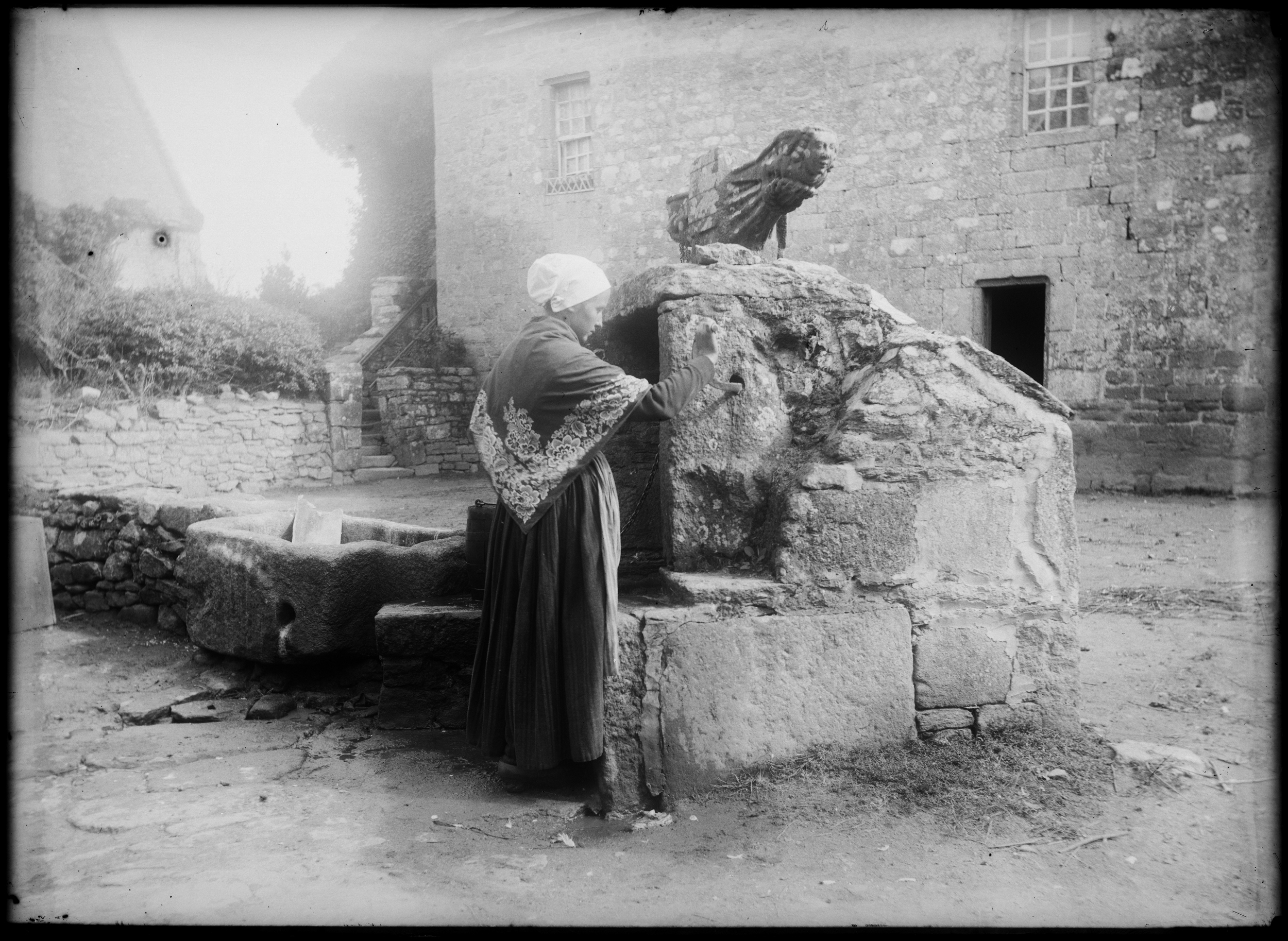
Paul Gruyer, Femme au puits de l'Abbaye Notre-Dame des anges (Landéda), 1900-1902, Verre (Noir et blanc, gélatino bromure d'argent), 13 × 18 cm, Musée de Bretagne.

## Conservation et diffusion de l'œuvre de Paul Gruyer de nos jours

### Présence dans les collections muséales
Les photographies de Paul Gruyer sont conservées dans plusieurs collections muséales, notamment celles du Musée de Bretagne (Rennes), et au Musée départemental breton (Quimper). Bien qu'aucune de ses œuvres ne figure actuellement dans une exposition permanente, elles sont néanmoins consultables en ligne via les bases de données de ces deux musées.

#### Musée de Bretagne, Rennes
Le Musée de Bretagne a numérisé l’intégralité du fonds photographique de Paul Gruyer dont il dispose. Regroupant 586 négatifs photographiques de l’artiste en 2025, ce fonds photographique rendu public représente divers aspects de la Bretagne du début du XXe siècle : scènes de la vie quotidienne, portraits de bretons et bretonnes portant la coiffe et le costume de leur pays, éléments architecturaux et paysages portuaires. Cette mise à disposition numérique contribue à la redécouverte et à l’étude de son œuvre dans une perspective historiographique et ethnographique.

#### Musée départemental breton, Quimper
Sur le site du Musée départemental breton à Quimper, 421 œuvres de Paul Gruyer sont consultables en ligne en 2025, comprenant des photographies stéréoscopiques, des plaques de verre au gélatino-bromure d'argent et des cartes postales. La collection présente des paysages côtiers, des scènes de rassemblement illustrant la vie locale ainsi que des vues d'architecture religieuse caractéristique de la région.

### Valorisation lors d'expositions temporaires

#### Exposition «Reflets de Bretagne», Musée de Bretagne, 2012

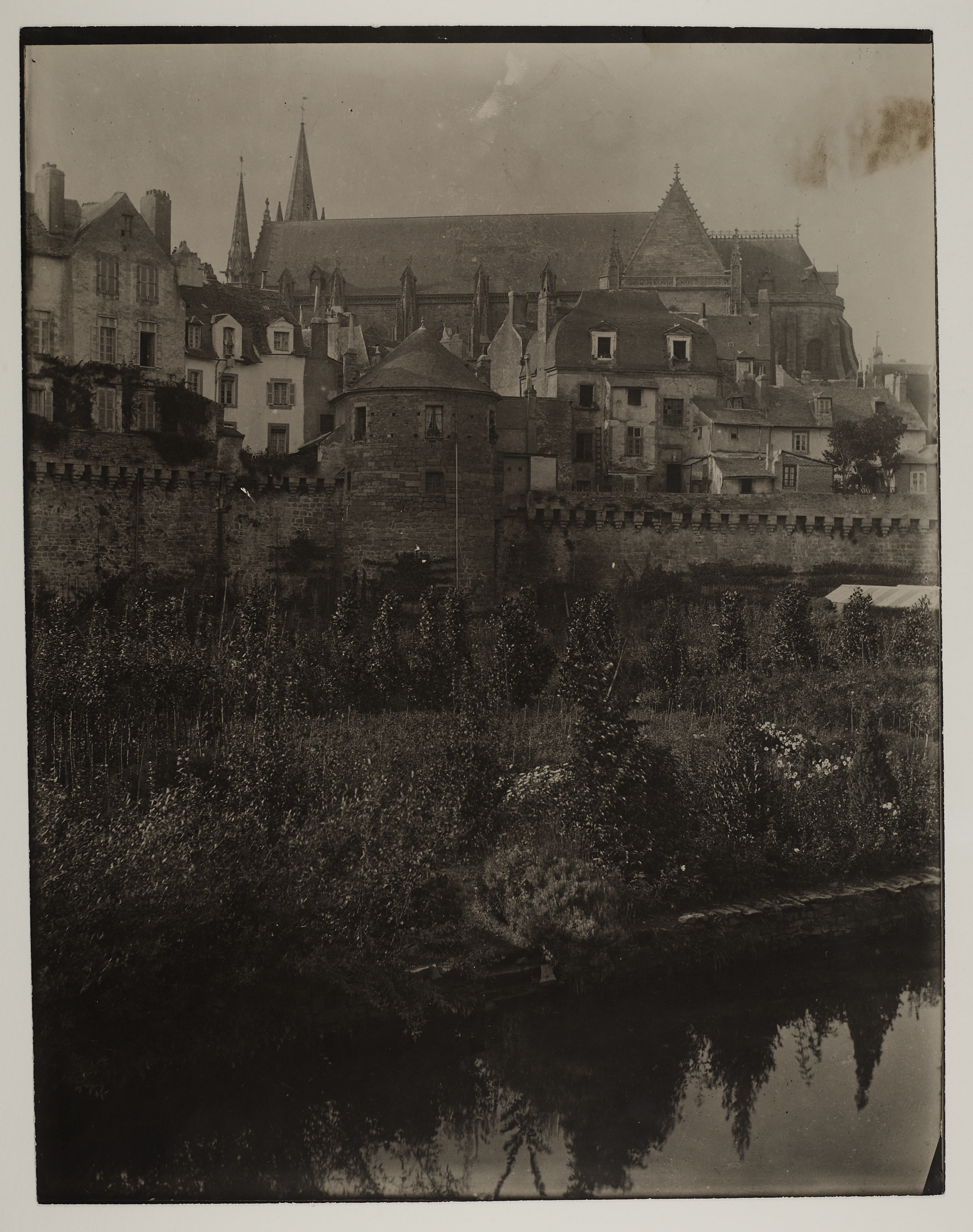
Paul Gruyer, Vieux remparts de Vannes, vers 1900.

L'exposition « Reflets de Bretagne » présentée au Musée de Bretagne du 29 juin 2012 au 6 janvier 2013, mettait en lumière l'importante collection photographique du musée. Parmi les œuvres exposées figurait un tirage argentique de Paul Gruyer illustrant les remparts de Vannes au début du XXe siècle. Ce dernier témoigne des transformations urbaines qui suivent la révolution industrielle, ainsi que de l'intérêt des photographes de l'époque pour le patrimoine architectural en mutation. La présence de cette œuvre dans l'exposition souligne la place de Gruyer dans la constitution d’une mémoire visuelle de la Bretagne, aujourd’hui racontée à travers l'histoire de la photographie régionale.
Une biographie détaillée de Paul Gruyer figure également à la fin du catalogue de l'exposition. Elle éclaire les circonstances de son arrivée en Bretagne et analyse la « mise en scène » de ses clichés, conçue pour satisfaire les attentes des éditeurs et du public de l'époque, attiré par l'image d'une région pittoresque et authentique. Le texte recense ses guides touristiques et ses publications, notamment les photographies réalisées pour l'ouvrage de Gustave Geffroy, La Bretagne, paru en 1905, qui contribua significativement à la diffusion de ses images et à la construction d'un imaginaire visuel breton.

#### Exposition «Quand l'habit fait le moine», Musée de Bretagne, 2014

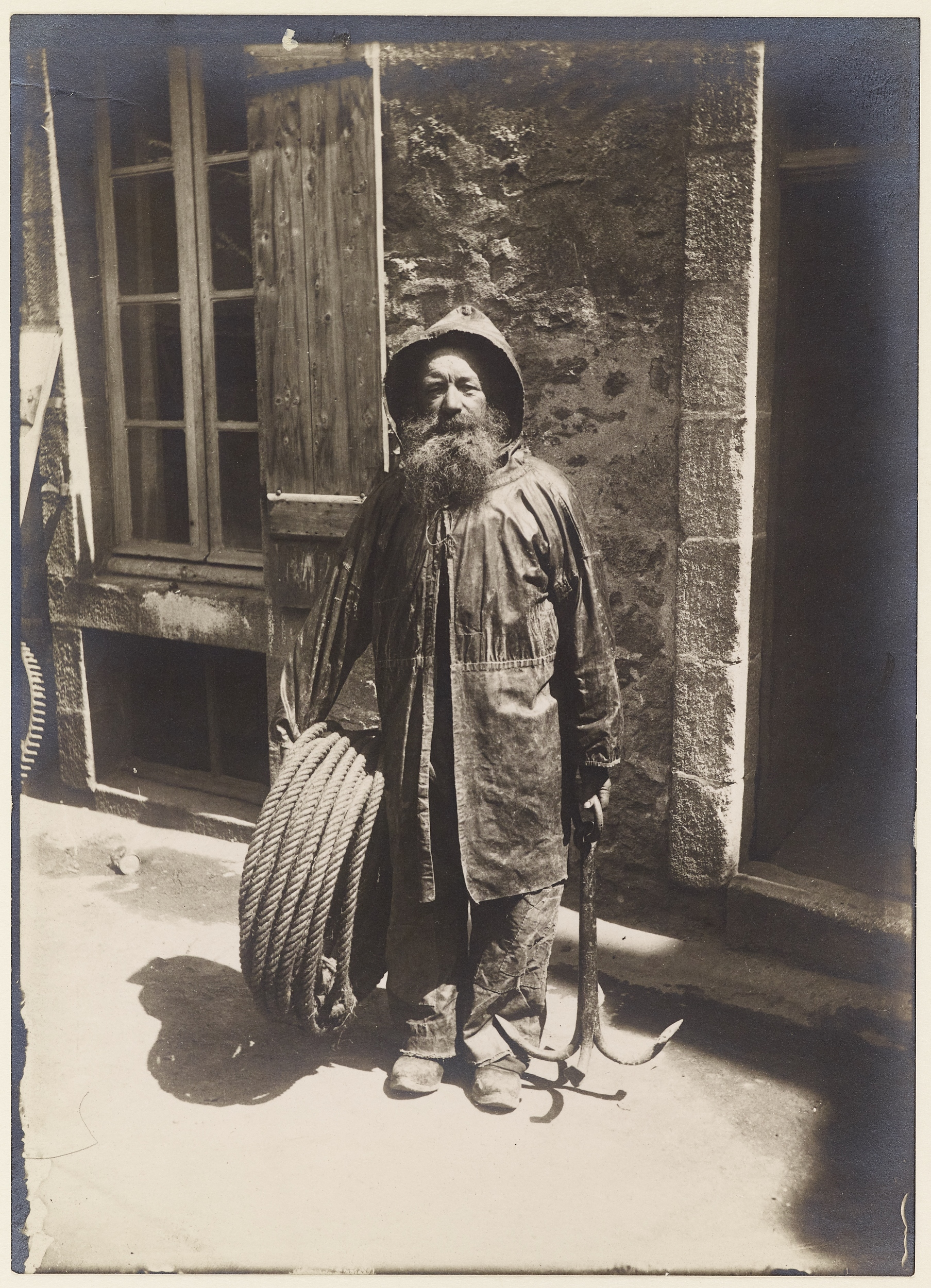
Paul Gruyer, Un vieux pêcheur de Douarnenez, vers 1900.

L’exposition « Quand l’habit fait le moine, tenues de travail en photographie », organisée par le Musée de Bretagne du 6 juin au 16 novembre 2014 à Rennes, explorait la représentation du vêtement professionnel à travers l’histoire de la photographie. Paul Gruyer y était représenté par deux de ses clichés, mettant en lumière son intérêt pour les typologies vestimentaires et leur ancrage territorial.
Le premier tirage immortalise six ouvrières dans la conserverie de sardines de Douarnenez, en Finistère : vêtues d'un châle et d'un tablier recouvrant leur jupon, elles portent également de petites coiffes typiques de Douarnenez, appelées « Penn Sardin », en filet de coton brodé. Cette image témoigne de l'importance socioéconomique de l'industrie sardinière dans la région au tournant du XXe siècle et immortalise un métier majoritairement féminin, souvent négligé dans la mémoire collective.
Un second cliché présente un autre corps de métier : celui des marins-pêcheurs. Le sujet, un pêcheur de Douarnenez, est vêtu d'un ciré et d'un suroît en toile huilée noire qui illustre la technicité de cette tenue emblématique de l'époque, bien avant l'apparition du célèbre ciré jaune dans les années 1960. Cette photographie s'inscrit quant à elle dans une démarche de documentation des savoir-faire et des équipements professionnels maritimes.

## Photographies (sélection)

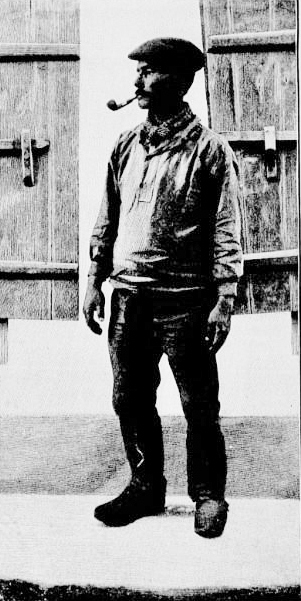
Paul Gruyer, Homme d'Ouessant, 1898.
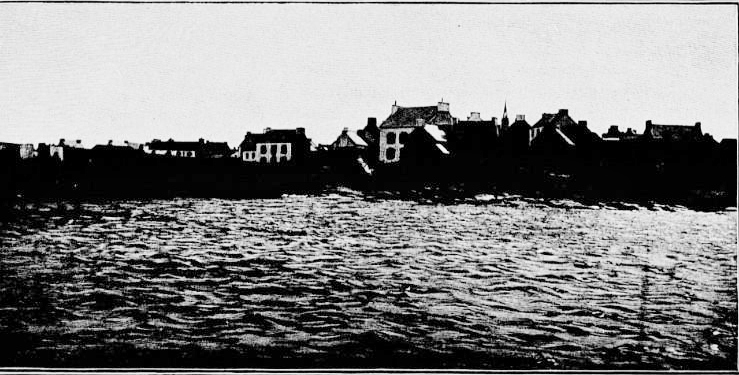
Paul Gruyer, L'Île Molène, 1898.
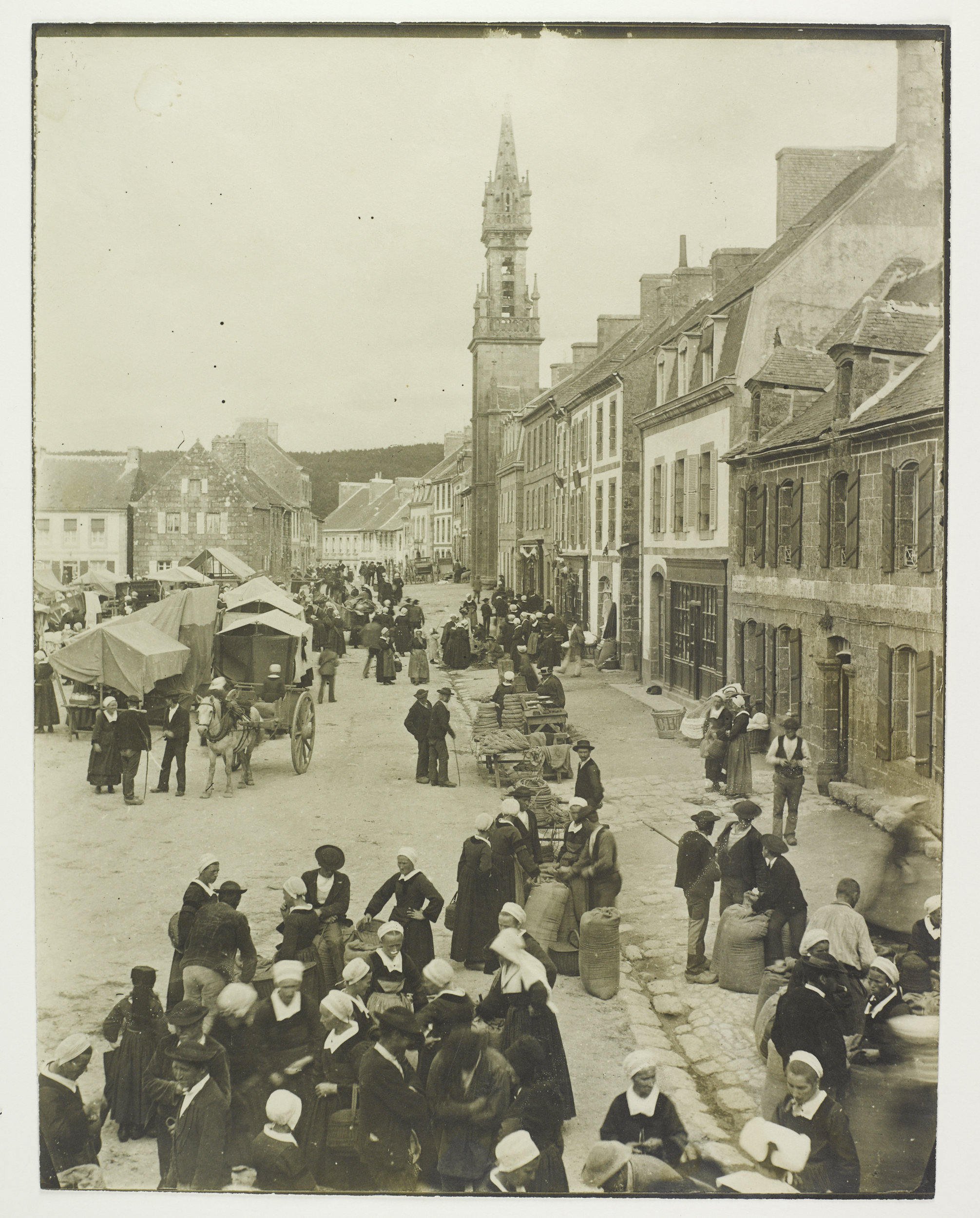
Paul Gruyer, Scène de marché au Huelgoat, vers 1900.
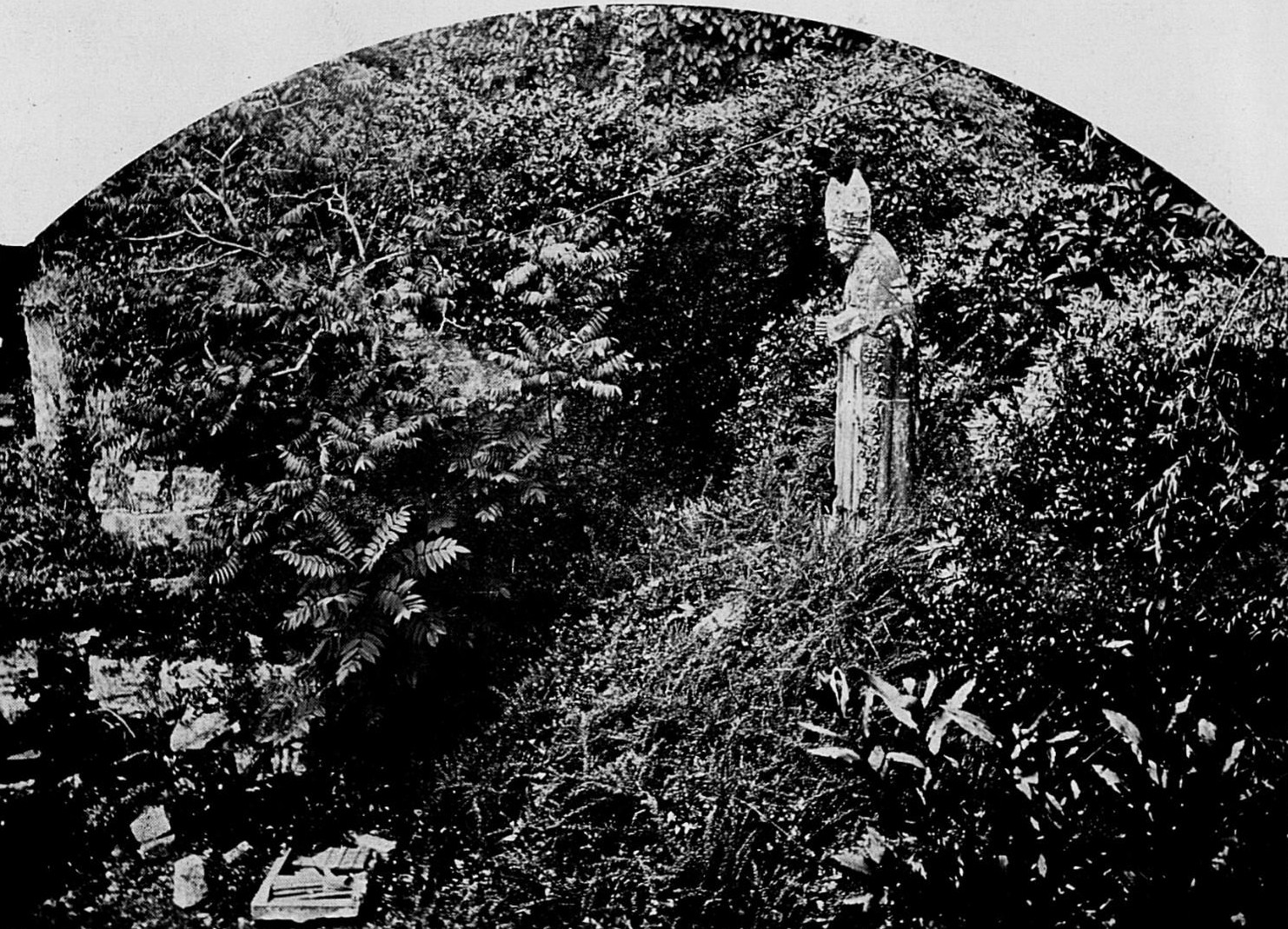
Paul Gruyer, Statue de saint Corentin dans les ruines de l'abbaye de Landévennec, vers 1903.
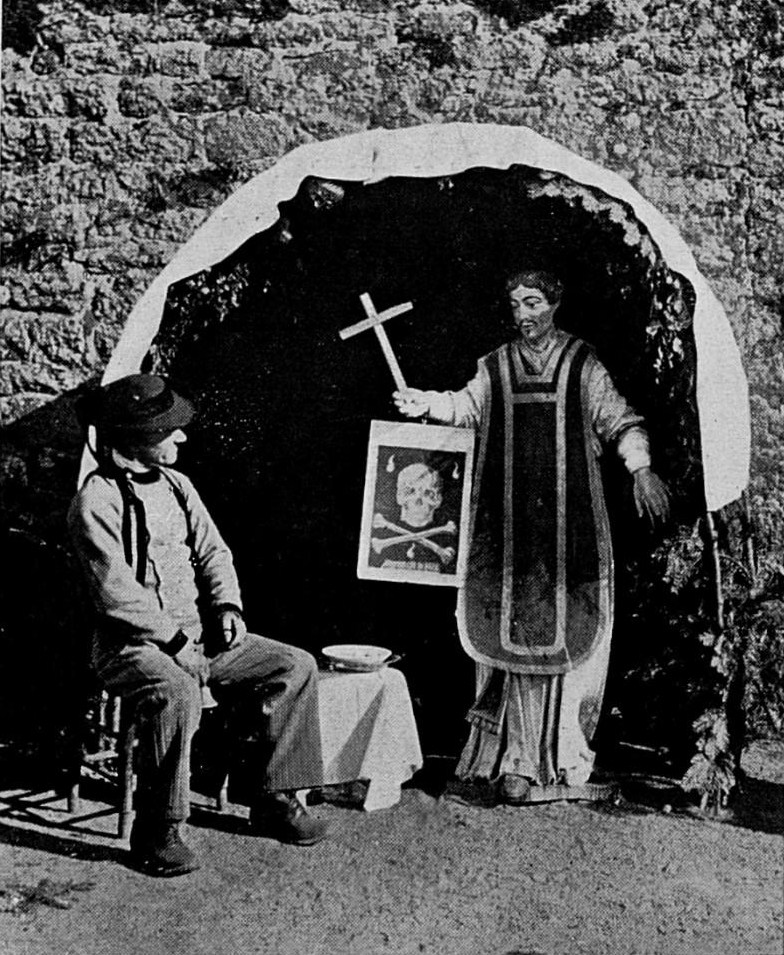
Paul Gruyer, Locronan, grande Troménie, reposoir avec statue en l'honneur des trépassés, vers 1903.
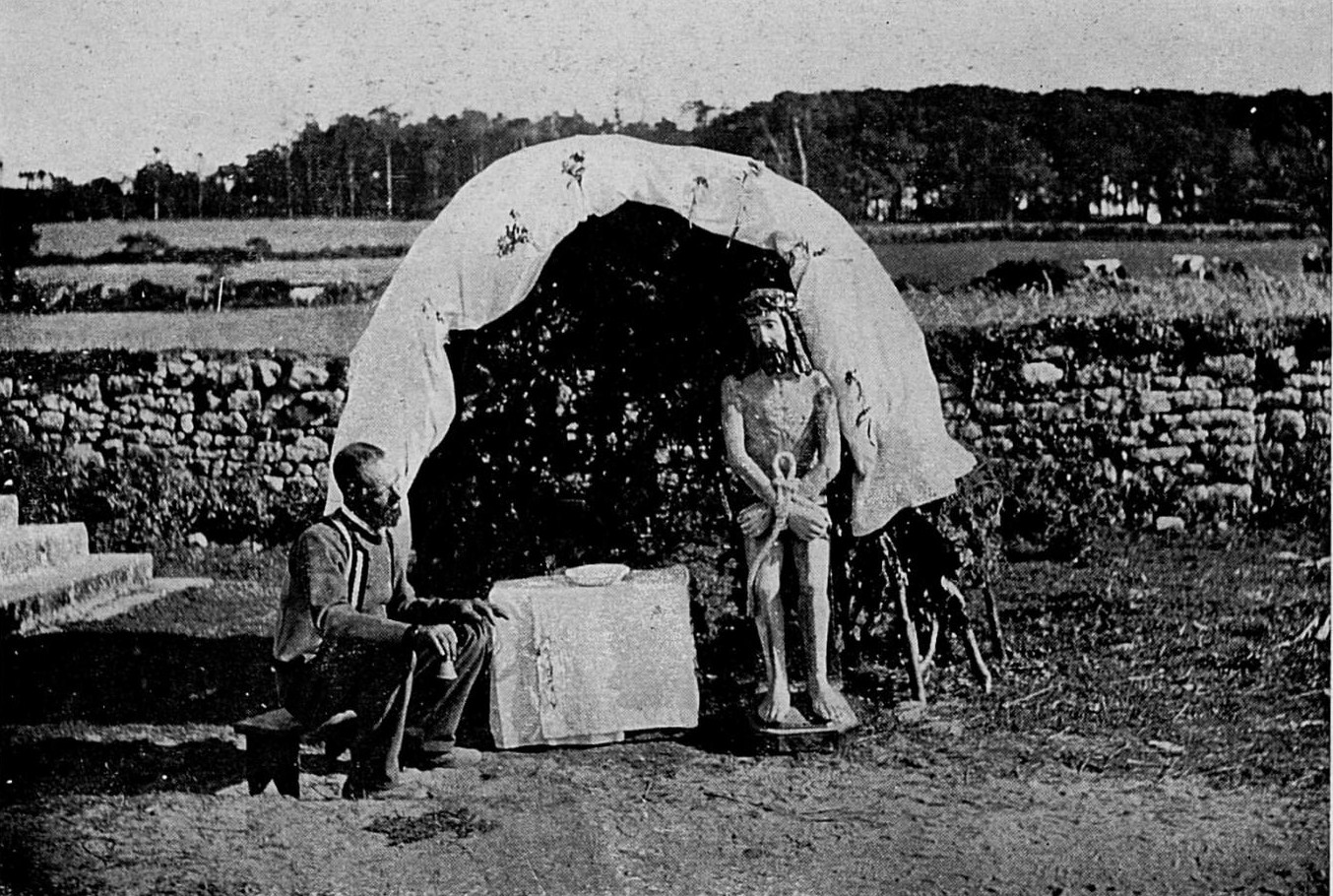
Paul Gruyer, Le Christ à la colonne, statue en bois pour un reposoir de la Troménie [à Locronan], vers 1903.
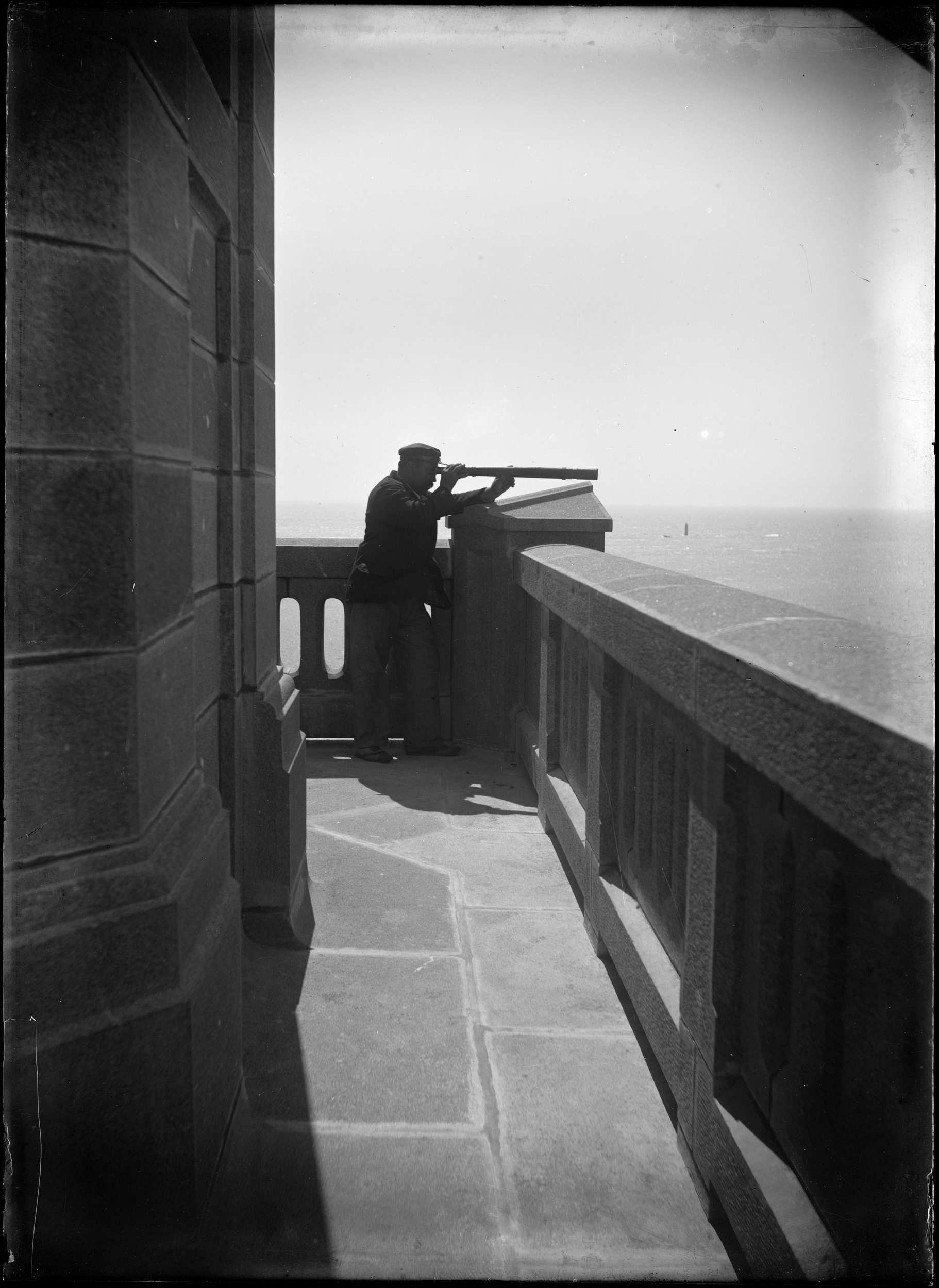
Paul Gruyer, La veillée nocturne au phare d’Eckmühl, 1900.
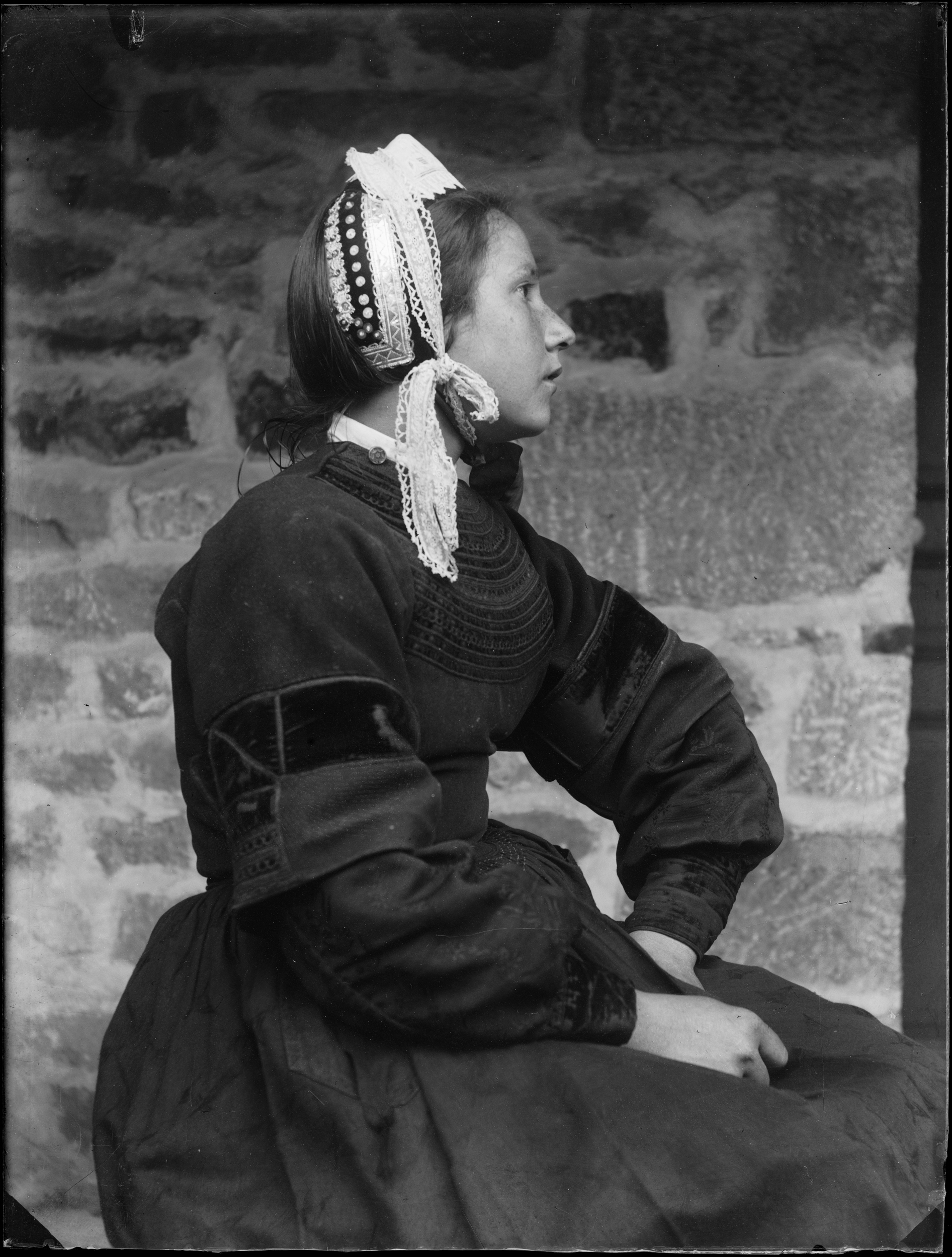
Paul Gruyer, Portrait de jeune bigoudène, avant 1905.
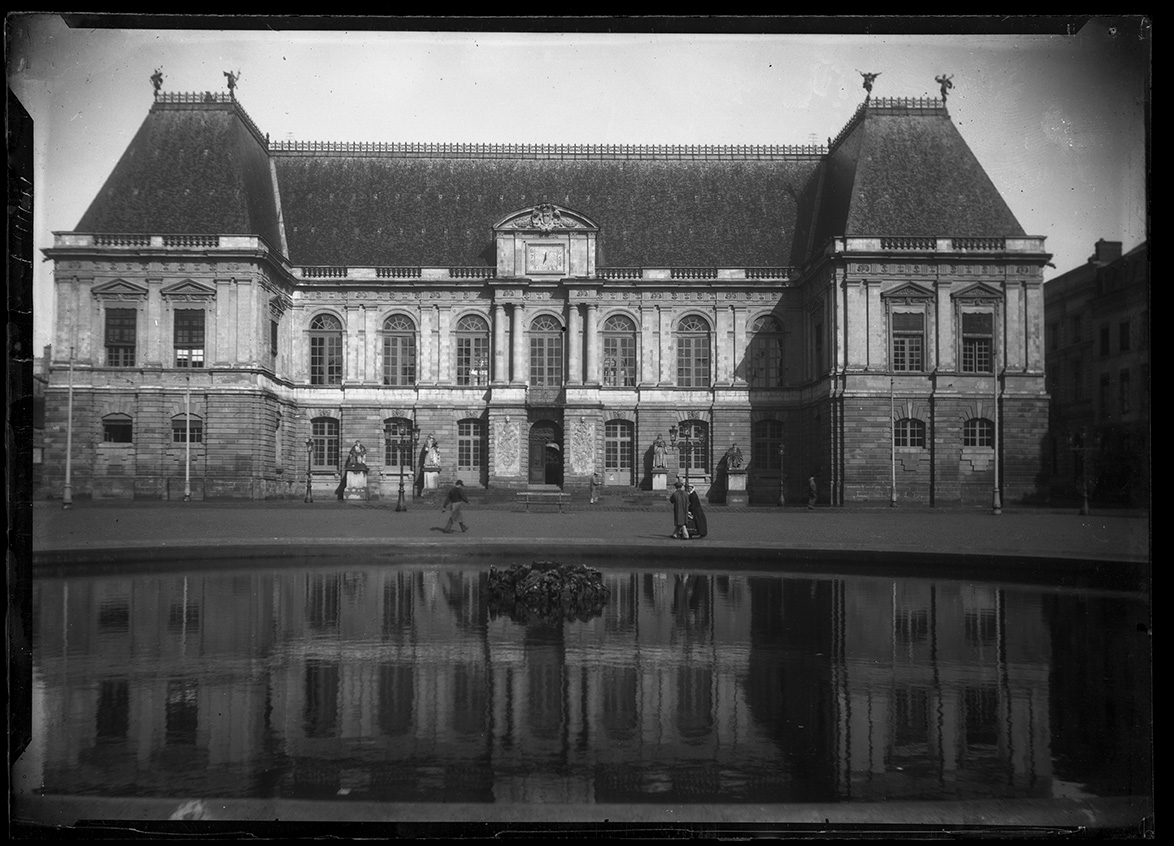
Paul Gruyer, Parlement de Bretagne, début du XXe siècle.
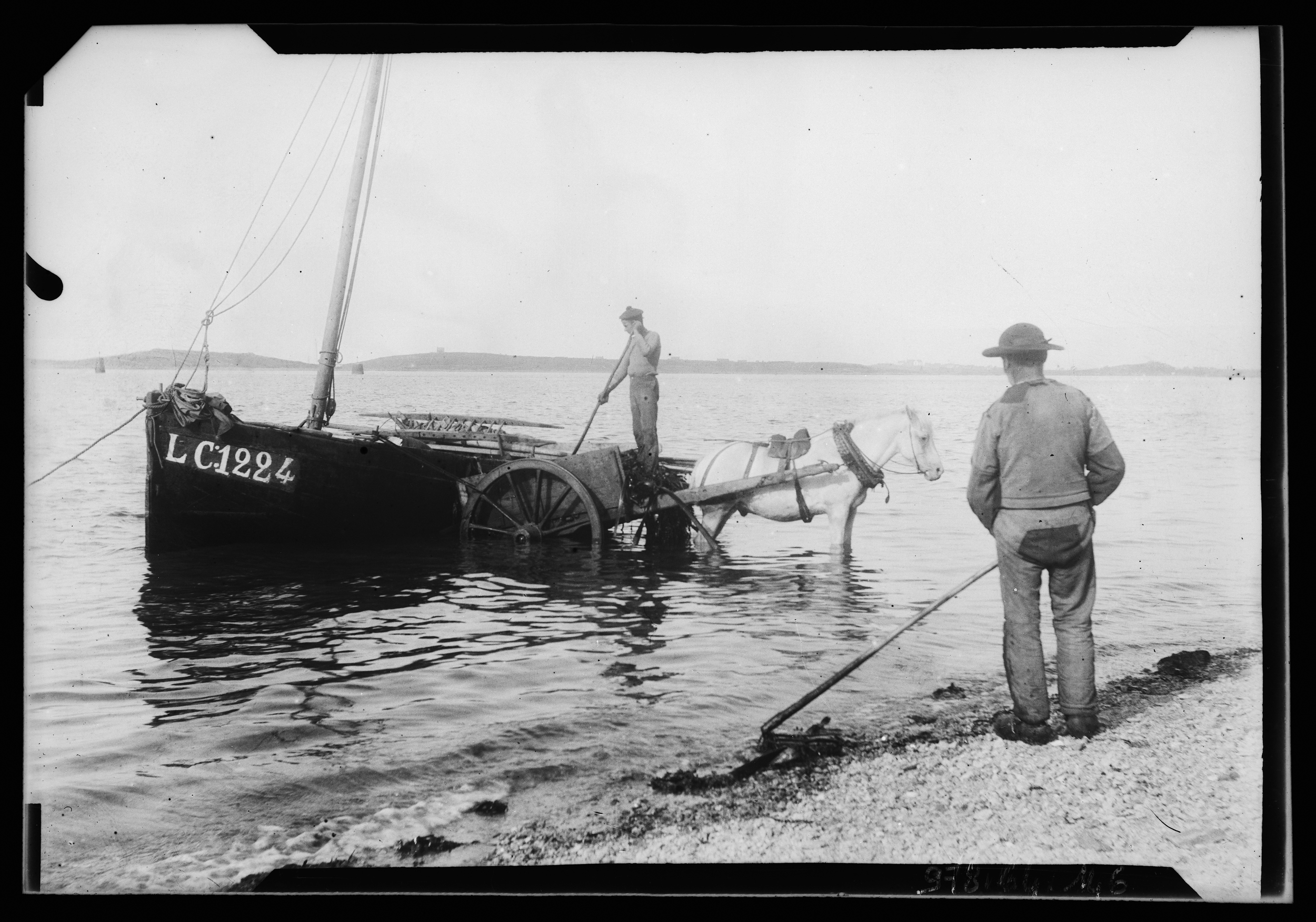
Paul Gruyer, Pêcheurs de goémon dans la baie de Douarnenez, 1900-1902.
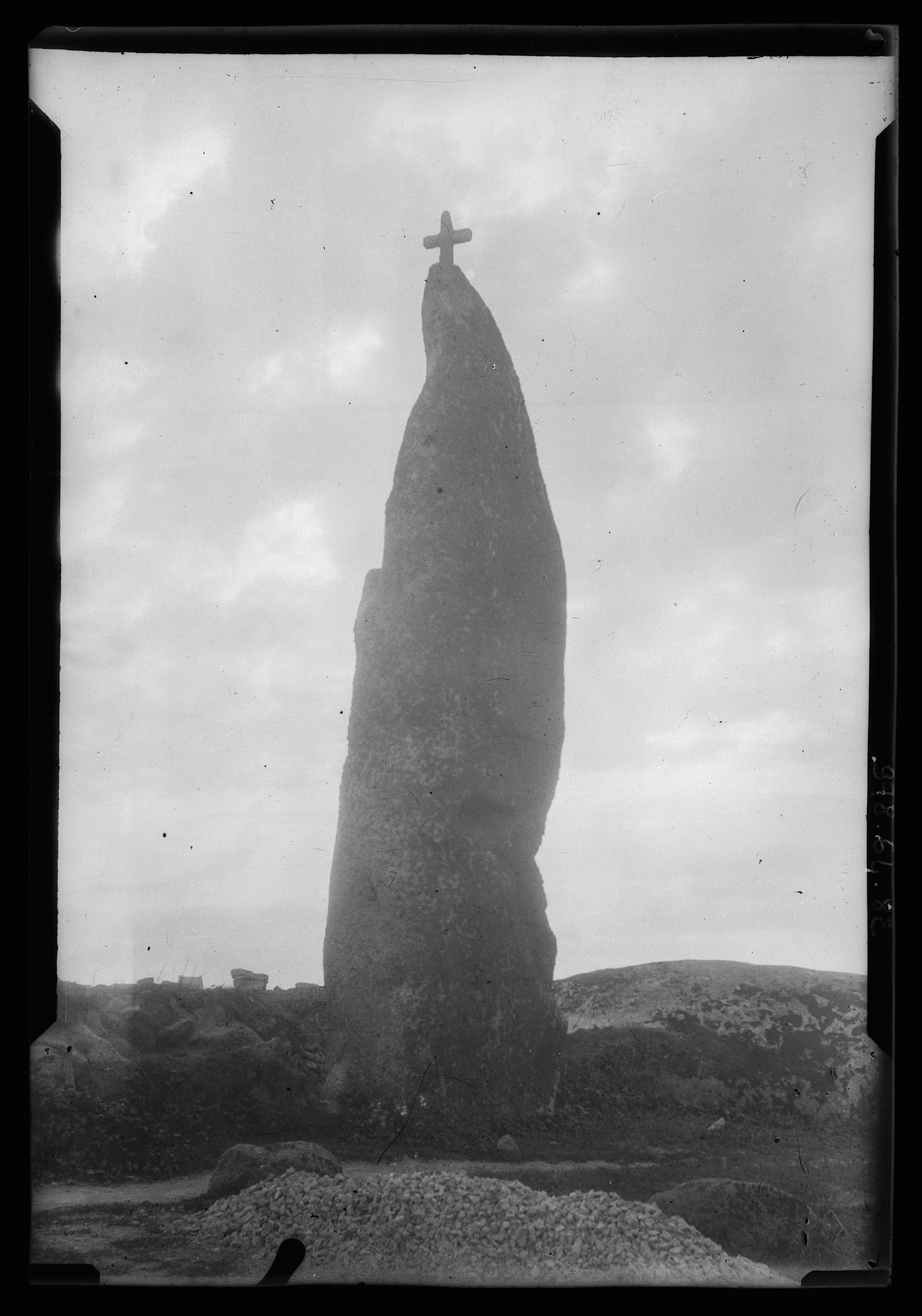
Paul Gruyer, Menhir de Men Marz, début du XXe siècle.
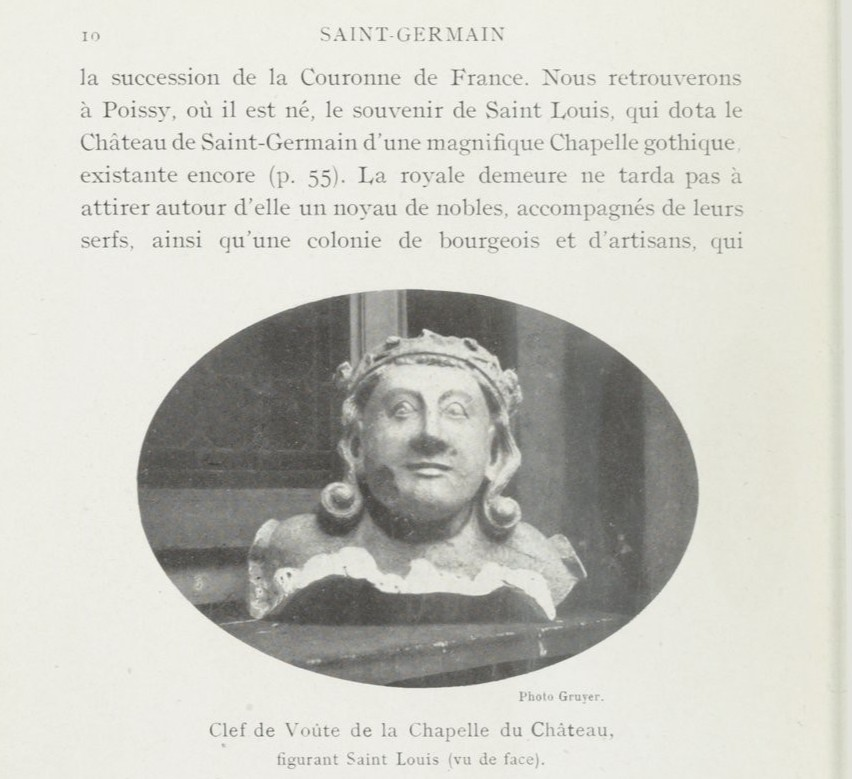
Paul Gruyer, Clef de voûte de la Chapelle du Château, figurant Saint Louis (vu de face), 1922
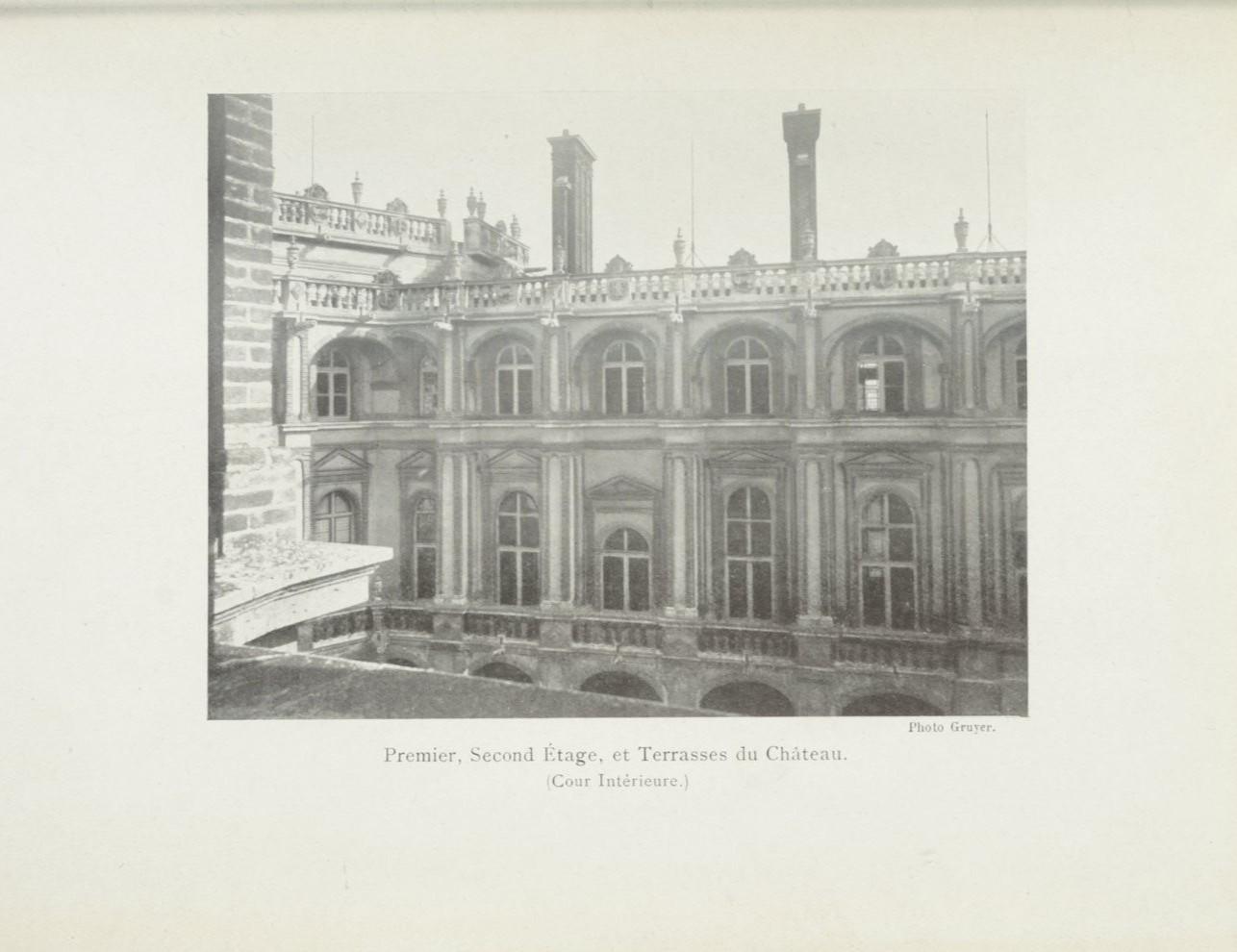
Paul Gruyer, Premier, Second Étage et Terrases du Château (Cour intérieur), 1922
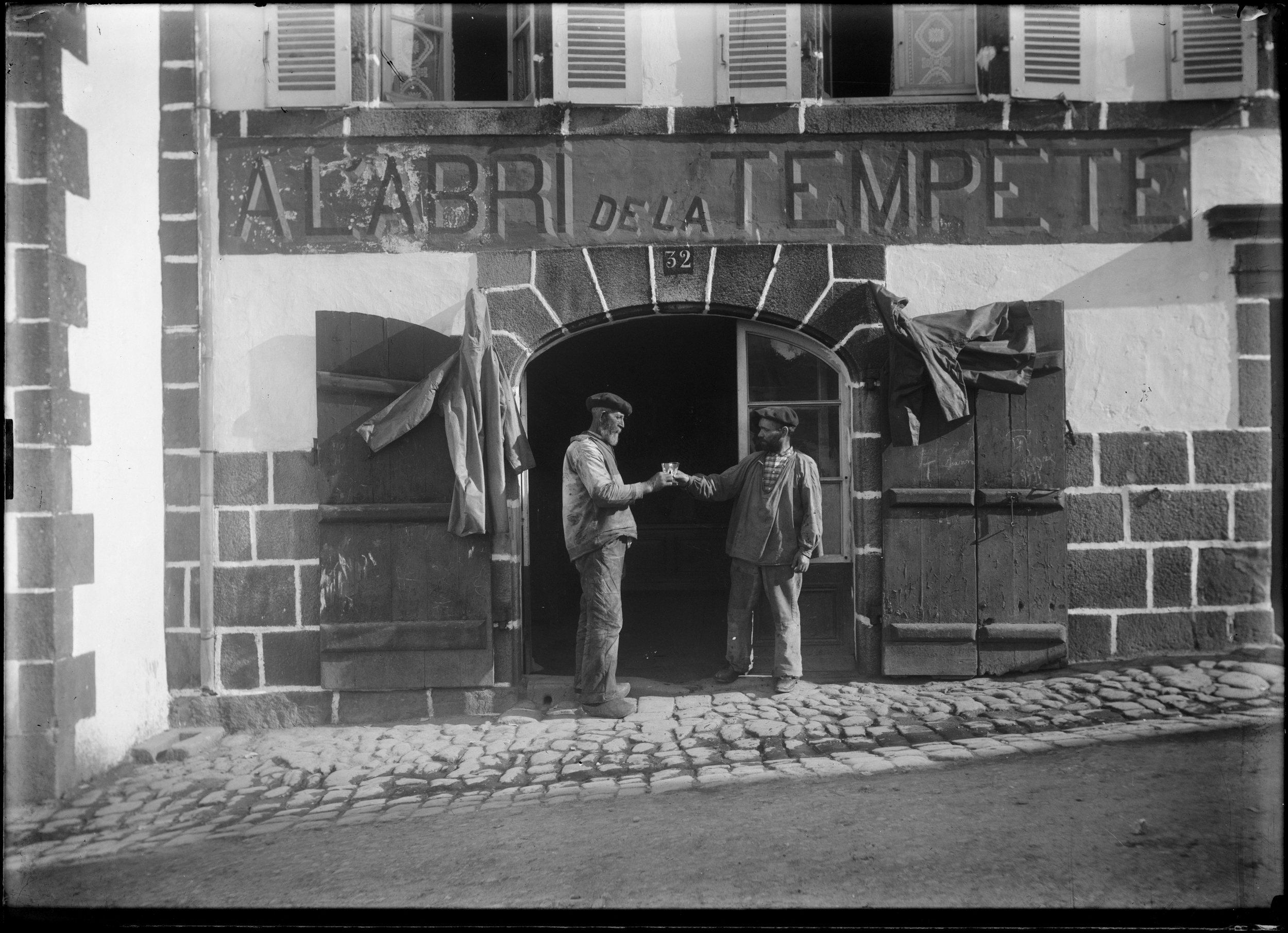
Paul Gruyer, À l'abri de la tempête, Douarnenez, vers 1900.
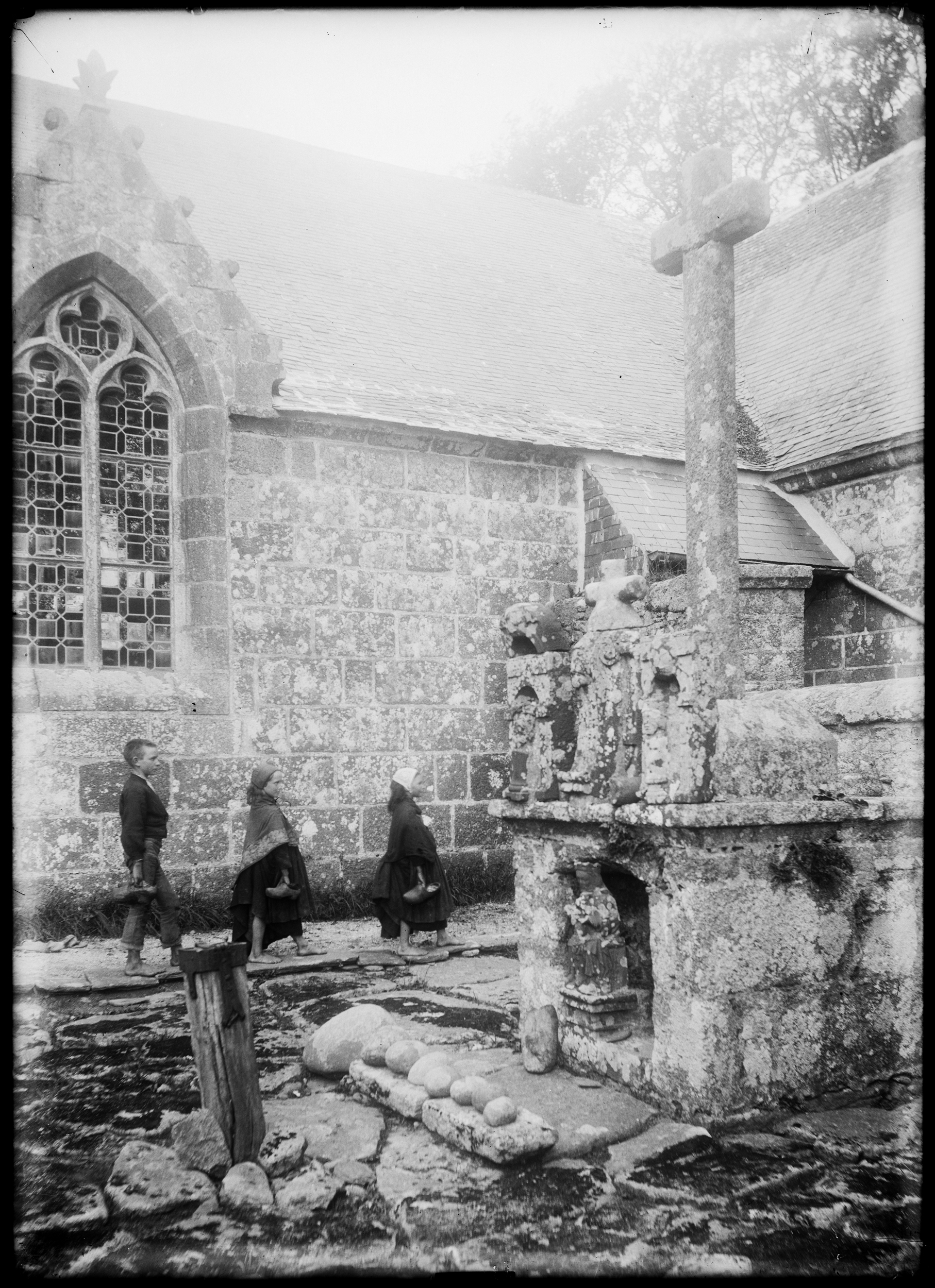
Paul Gruyer, Lanrivoaré église et calvaire, avant 1905.
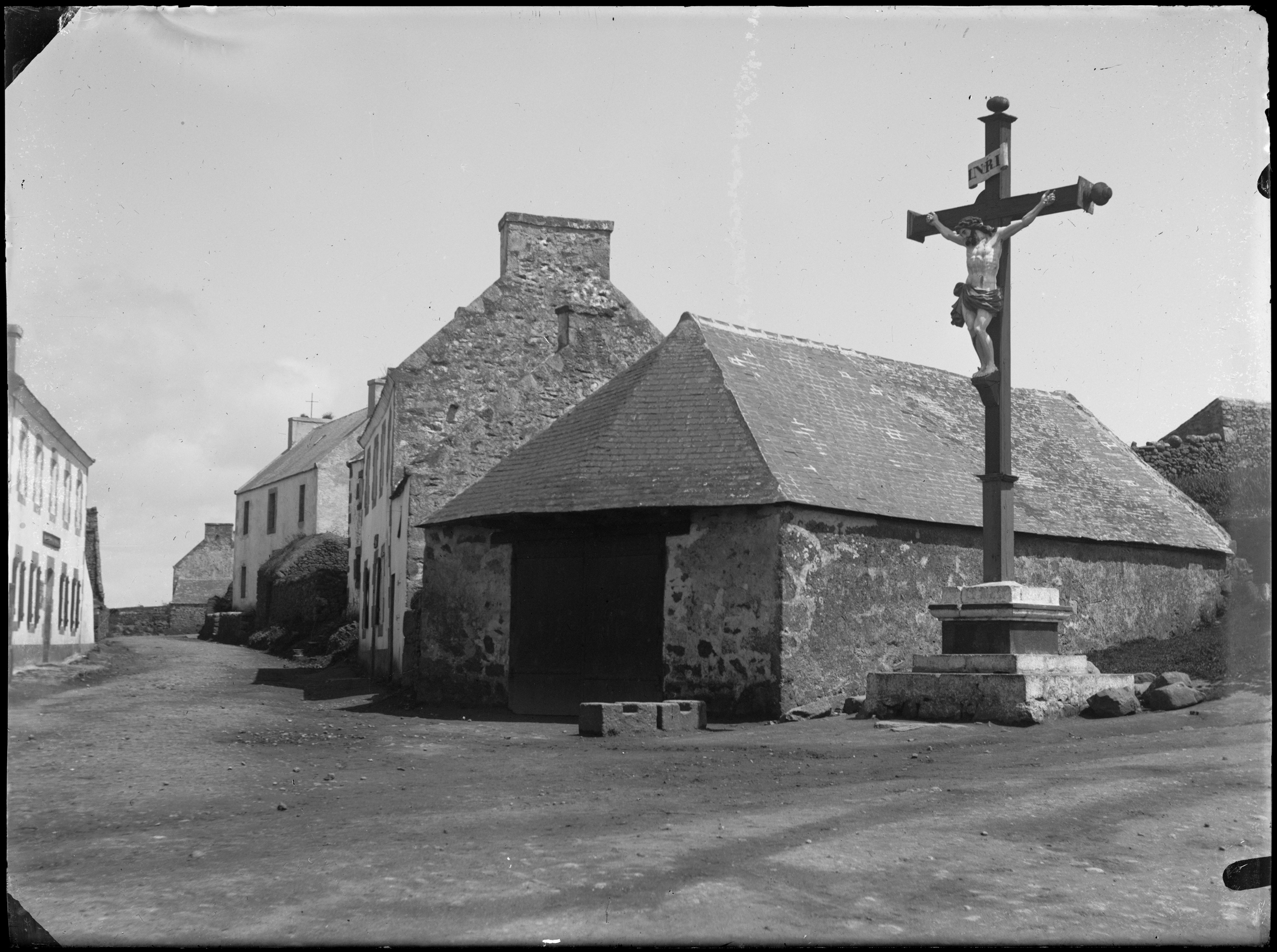
Paul Gruyer, Ouessant Calvaire, 1898
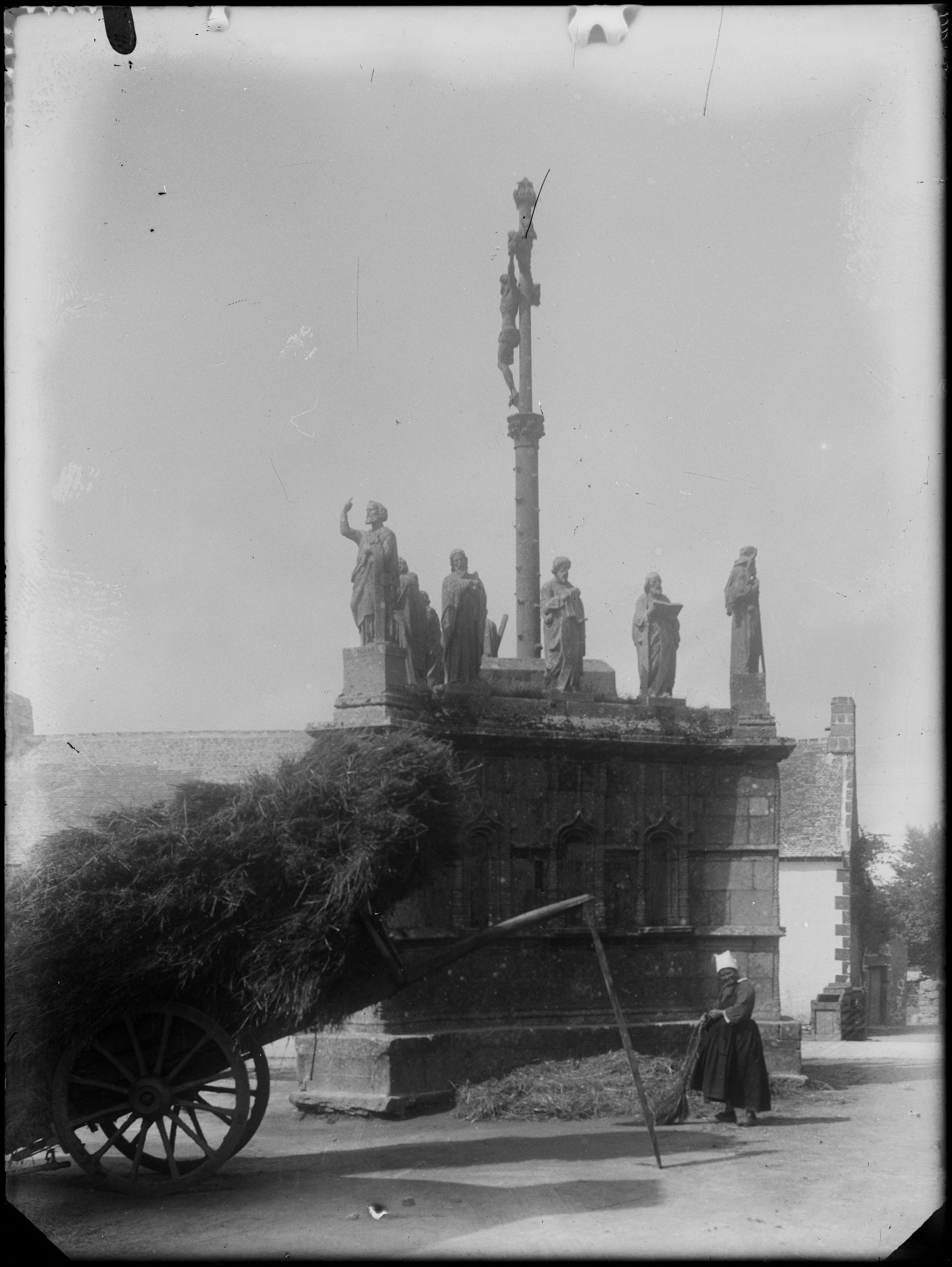
Paul Gruyer, Calvaire de Confort-Meilars, avant 1905
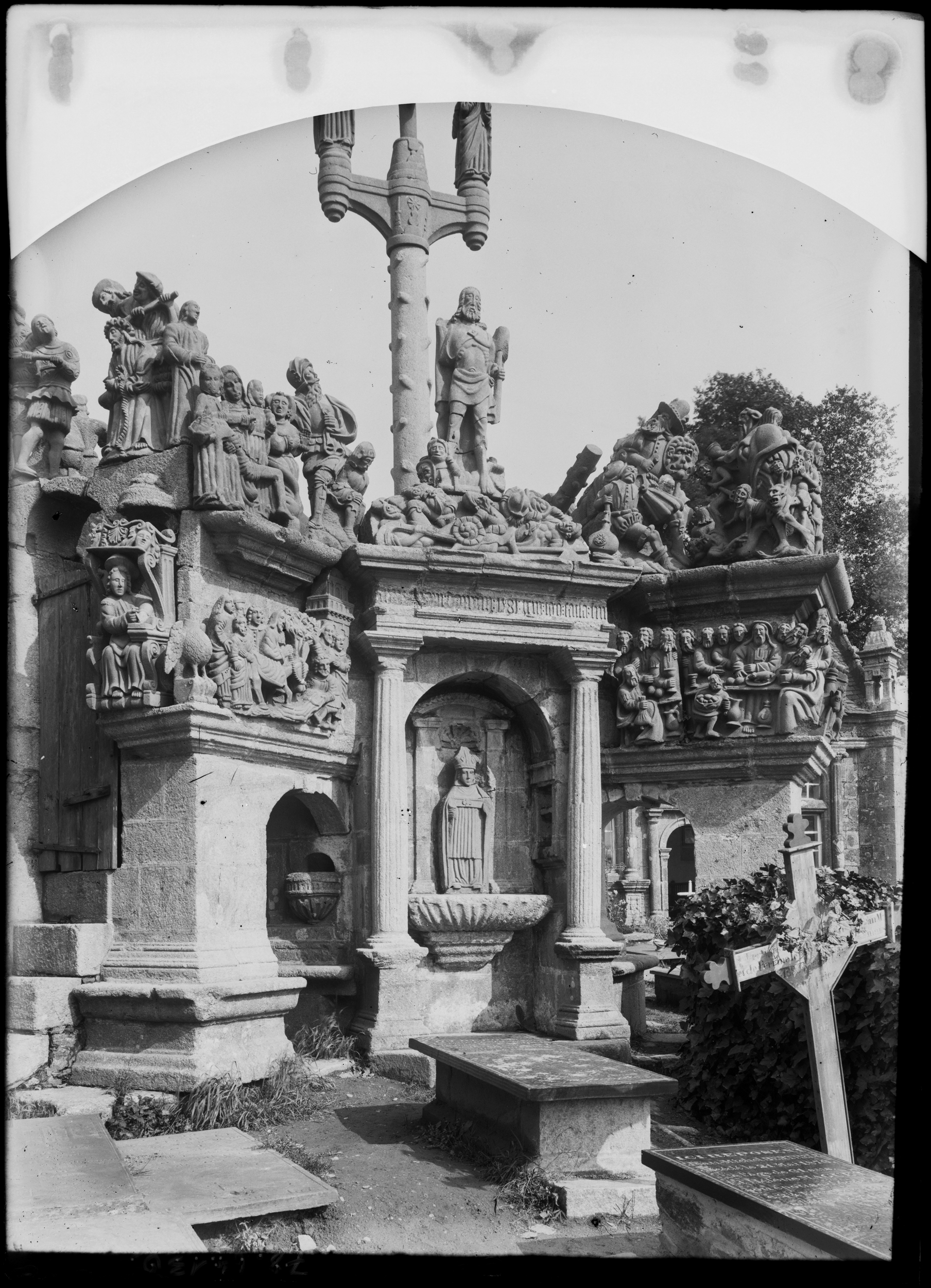
Paul Gruyer, Guimiliau calvaire, début XXe siècle
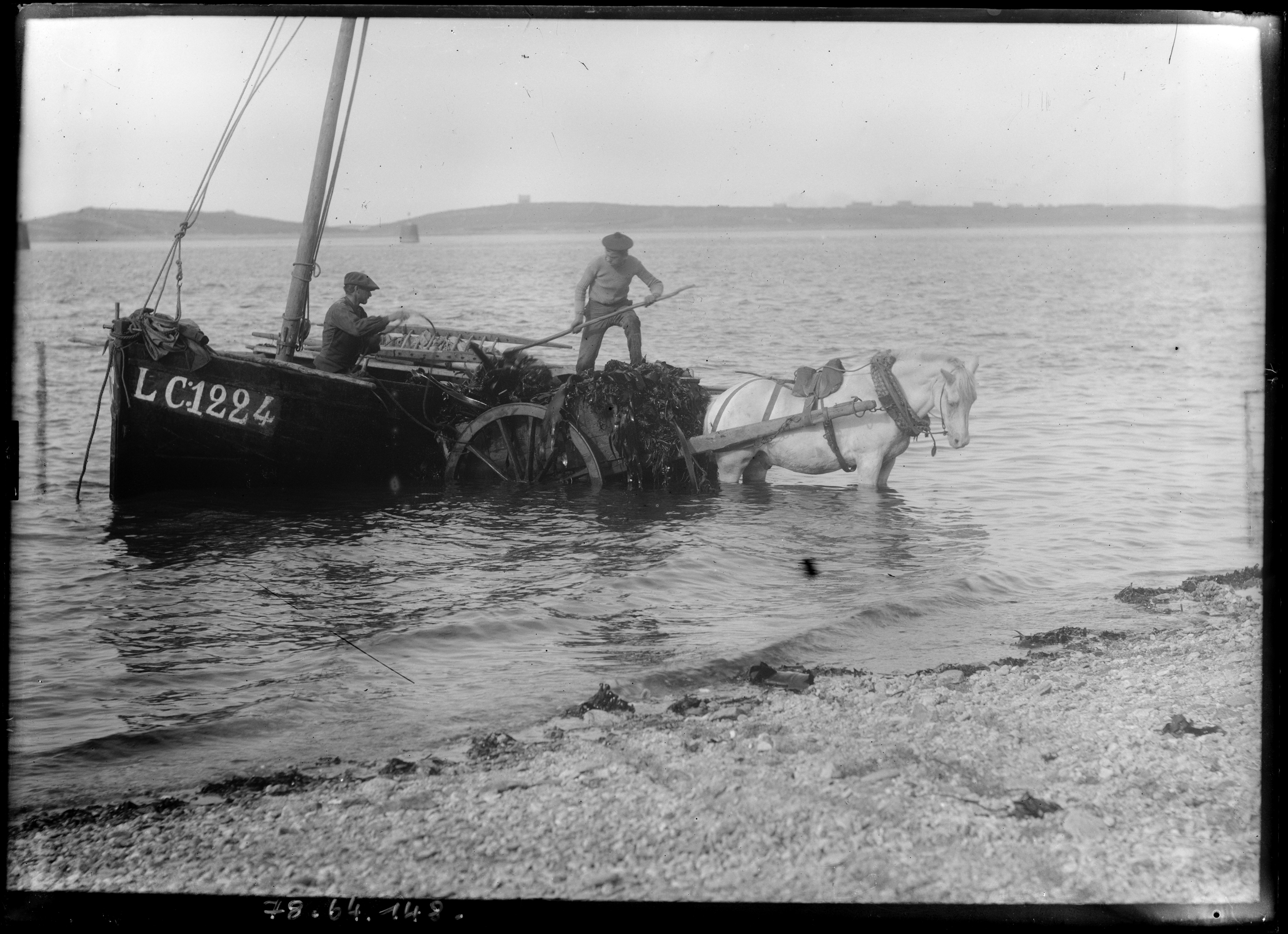
Paul Gruyer, Pêcheurs de goémon dans la baie de Douarnenez, 1900-1902
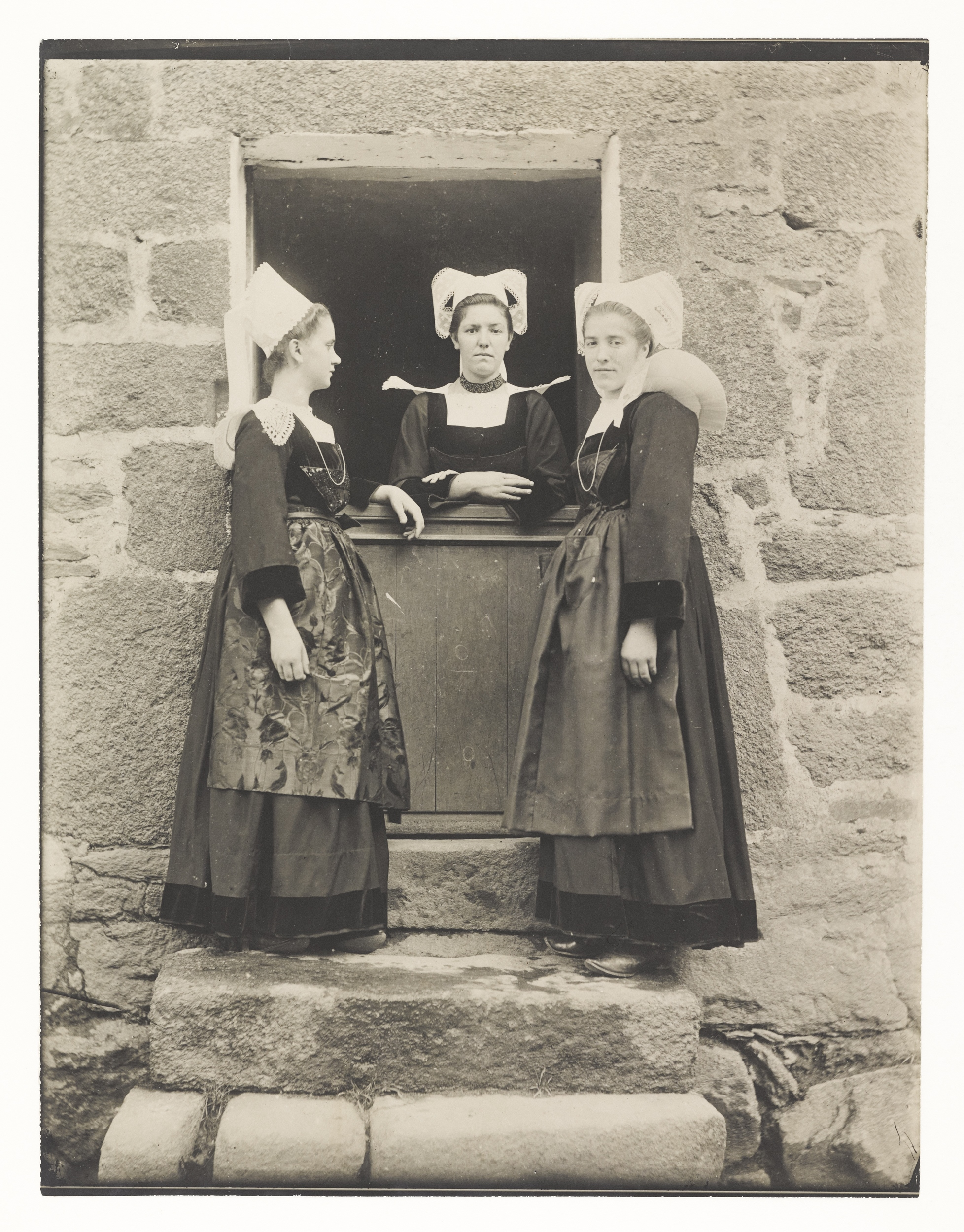
Paul Gruyer, Femmes de Pont-Aven, vers 1904

## Publications (sélection)

### Ouvrages sur la Bretagne
- Ouessant, Paris, Le Tour du monde, nouvelle série, vol. 5, 1899    (Wikisource)
- Bains de mer de Bretagne, du Mont Saint-Michel à Saint-Nazaire : guide pratique des stations balnéaires avec leurs voies d'accès et leurs principales excursions, Paris, Hachette, 1911 (lire en ligne).
- Calvaires bretons, Paris, Ed. Henri Laurens (coll. « Les visites d’art. Memoranda »), 1920.
- Les saints bretons, Paris, Ed. Henri Laurens (coll. « Les visites d’art. Memoranda »), 1923.
- Un mois en Bretagne, ouvrage illustré de vingt-neuf gravures et de cinq cartes, Paris, Hachette, 1925, 224 p.[84].
- Fontaines bretonnes, Ed. Henri Laurens (coll. « Les visites d’art. Memoranda »), 1925.
- Chapelles bretonnes, Ed. Henri Laurens (coll. « Les visites d’art. Memoranda »), 1926.
- Retables et jubés bretons, Ed. Henri Laurens (coll. « Les visites d’art. Memoranda »), 1927.
- Menhirs et dolmens bretons, Ed. Henri Laurens (coll. « Les visites d’art. Memoranda »), 1927.

### Ouvrages sur la photographie
- Victor Hugo photographe, 1905, 38 p. et 42 photographies Lire en ligne.

### Ouvrages historiques
- Napoléon, roi de l'ile d'Elbe, Paris, Hachette, 1936

### Guides de voyage
- Saint-Guilhem-le-Désert, Paris, Le Tour du monde, nouvelle série, vol. 6, 1900    (Wikisource)
- Beaune de Bourgogne, Paris, Le Tour du monde, nouvelle série, vol. 15, 1909    (Wikisource)
- avec Émile Bertaux et Marcel Chevalier : Barcelone et la Catalogne : Figueras, Gérone, Olot, Ripoll, Vich, Le Montserrat, Cardona, Paris, Hachette, coll. « Collection des Guides-Joanne », 1912, 64 p. (lire en ligne)
- Huit jours à Versailles : la ville, le château, le parc, les Trianons (sixième mille), Paris, Librairie Hachette, 1920
- Saint-Germain, Poissy, Maisons, Marly-le-Roi, Paris, Henry Laurens, 1922

### Ouvrages traduits

#### Jack London
- Croc-Blanc, 1906 / trad. 1923, Paul Gruyer et Louis Postif. Paris, G. Crès et Cie[85]
- La Peste écarlate, 1912 / trad. 1924, Paul Gruyer et Louis Postif. Paris, G. Crès et Cie[86]
- Michaël, chien de cirque, 1917 / trad. 1925, Paul Gruyer et Louis Postif. Paris, G. Crès et Cie[87]
- Le Vagabond des étoiles, 1915 / trad. 1925, Paul Gruyer et Louis Postif. Paris, G. Crès et Cie[88]
- Belliou la Fumée, 1912 / trad. 1930, Paul Gruyer et Louis Postif. Paris, G. Crès et Cie[89]
- Contes des mers du sud, 1911 / trad. 1931, Paul Gruyer et Louis Postif. Paris, Hachette[90]

#### James Oliver Curwood
- Kazan, 1914 / trad. 1925, Paul Gruyer et Louis Postif. Paris, G. Crès et Cie[38]
- Le Piège d'or, 1921 / trad. 1930, Paul Gruyer et Louis Postif. Paris, Hachette[91]